# Amsterdam
Amsterdam (pron. /ˈamsterdam/; in olandese: /ˌɑmstər'dɑm/, ; in italiano arcaico Amsterdamo o Asterdamo) è la capitale e la maggiore città dei Paesi Bassi, nella provincia dell'Olanda Settentrionale. La municipalità di Amsterdam ha 921.402 residenti (al 2022) di oltre 170 nazionalità, mentre la popolazione che risiede nell'area metropolitana è di circa 2 289 770 persone. L'area compresa nella cintura di canali del XVII secolo all'interno del Singelgracht è inserita nella lista dei Patrimoni dell'umanità dell'UNESCO (vedi Canali di Amsterdam). Nel 1987 fu nominata città europea della cultura.
La città possiede uno dei maggiori centri rinascimentali di tutta Europa. Numerose costruzioni che risalgono al periodo tra il XVI e il XVII secolo, conosciuto anche come "Secolo d'oro", sono ora considerate monumenti storici e sono collocate intorno a una serie di canali poligonali concentrici. Questi cingono il vecchio porto, che un tempo era affacciato sullo Zuiderzee, oggi un lago separato dal resto del mare e noto con il nome di IJsselmeer. La città ospita il Rijksmuseum (museo statale), il museo Van Gogh, il Concertgebouw, il Rembrandthuis e la casa di Anna Frank.
È anche famosa per il suo quartiere a luci rosse, De Wallen, e i suoi numerosi coffee-shop autorizzati alla vendita di marijuana e di derivati della cannabis. Il motto ufficiale della città è "Heldhaftig, Vastberaden, Barmhartig" ("valorosa, decisa, misericordiosa"). Le tre croci di Sant'Andrea sulla bandiera sono associate a queste tre parole, benché siano entrate in uso prima del motto.

## Geografia fisica

### Territorio
Il toponimo della città deriverebbe dal nome del fiume che attraversa la città, il fiume Amstel, e dalla parola olandese Dam, diga. Il toponimo variò poi nel corso dei secoli: Aemstelledamme (XIII secolo), Aemsterdam (XIV secolo) e, infine, Amsterdam (dal XV secolo in poi).
Amsterdam si trova nella provincia dell'Olanda Settentrionale. Il fiume Amstel termina nel centro cittadino e si collega a un gran numero di canali che sfociano nel lago IJ, precedentemente una baia.
Amsterdam si trova a 2 metri sotto il livello del mare  ed è collegata al Mare del Nord attraverso il lungo Canale del Mare del Nord. Il terreno circostante è pianeggiante, in quanto è formato da grandi polder, cioè tratti di mare asciugati artificialmente. A sud-ovest della capitale si estende l'Amsterdamse Bos, uno dei parchi cittadini, insieme ai più centrali Vondelpark e Artis.
La città è densamente popolata, come lo è la sua area metropolitana. Esteso su 219,4 km², il comune ha 4 457 abitanti per km² e una densità abitativa di 2 275 case per km². I parchi e le riserve naturali rappresentano il 12% della superficie di Amsterdam.

### Clima
Ha un clima oceanico (nella classificazione dei climi di Köppen), fortemente influenzato dalla vicinanza al mare del Nord a ovest, con prevalenza di venti occidentali che soffiano sulla capitale olandese. Gli inverni e le estati generalmente sono considerati miti, anche se occasionalmente si registrano inverni particolarmente rigidi. Delle gelate si verificano soprattutto durante i periodi in cui sulla città spirano i venti provenienti da est o da nord-est del continente europeo. Poiché Amsterdam è circondata su tre lati da grandi masse d'acqua, queste, oltre a creare un'isola di calore, mantengono anche di notte una temperatura relativamente mite, che raramente scende sotto i -5 °C. Le estati sono piuttosto calde, ma raramente afose. La media giornaliera delle temperature massime nel mese di agosto è di 22,1 °C. In media le temperature superano i 30 °C soltanto 2,5 giorni all'anno. La temperatura minima raggiunta ad Amsterdam fu −24 °C, mentre quella più alta fu 36,8 °C. Mediamente la città ha 187 giorni di pioggia all'anno. La precipitazione media annua è 800 mm. Gran parte di queste precipitazioni cade sotto forma di pioggia o di brevi rovesci. Le giornate nuvolose e umide sono comuni durante i mesi più freddi, da ottobre a marzo.
| Stazione meteorologica di Amsterdam-Schiphol | Mesi | Mesi | Mesi | Mesi | Mesi | Mesi | Mesi | Mesi | Mesi | Mesi | Mesi | Mesi | Stagioni | Stagioni | Stagioni | Stagioni | Anno |
| Stazione meteorologica di Amsterdam-Schiphol | Gen  | Feb  | Mar  | Apr  | Mag  | Giu  | Lug  | Ago  | Set  | Ott  | Nov  | Dic  | Inv      | Pri      | Est      | Aut      | Anno |
| -------------------------------------------- | ---- | ---- | ---- | ---- | ---- | ---- | ---- | ---- | ---- | ---- | ---- | ---- | -------- | -------- | -------- | -------- | ---- |
| T. max. media (°C)                           | 5,4  | 6,0  | 9,2  | 12,4 | 17,1 | 19,2 | 21,4 | 21,8 | 18,4 | 14,1 | 9,2  | 0,9  | 4,1      | 12,9     | 20,8     | 13,9     | 12,9 |
| T. min. media (°C)                           | 0,5  | 0,2  | 2,4  | 4,0  | 7,8  | 10,4 | 12,5 | 12,3 | 10,2 | 7,0  | 3,9  | −1,0 | −0,1     | 4,7      | 11,7     | 7,0      | 5,9  |

## Storia

### Medioevo

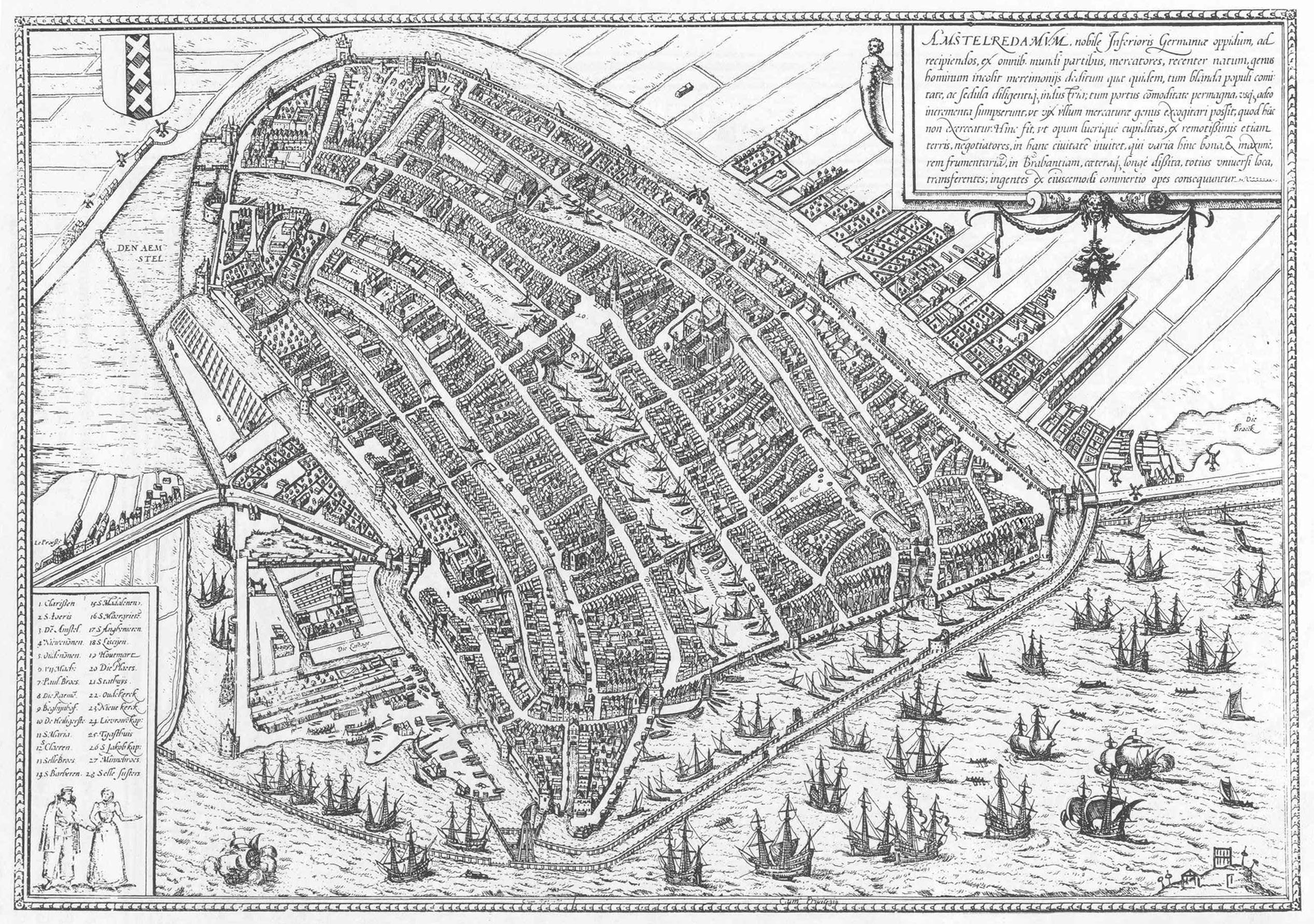
Amsterdam nel 1574

Amsterdam nacque nel XIII secolo da un villaggio di pescatori situato vicino ad una diga ("dam") sul fiume Amstel (da cui il nome originario "Amsteldam").
Gli abitanti iniziarono molto presto a dedicarsi al commercio, e nel XIV secolo il commercio con le città tedesche della Lega Anseatica divenne fiorente. Amsterdam ottenne ufficialmente il titolo di città nel 1300 o 1301 dal vescovo di Utrecht Guy van Henegouwen, ma già nel 1275 Amsterdam (sic) aveva ricevuto delle esenzioni da parte di uno dei Signori dell'Amstel.

### Il XVI secolo: il dominio spagnolo
I Paesi Bassi furono uniti alla corona spagnola fino al XVI secolo, quando terminò la guerra d'indipendenza. Tra le conseguenze dell'indipendenza, venne introdotta nello Stato la libertà di religione. Amsterdam rimase una città cattolica, religione preponderante nella città ancora oggi. Numerose tuttavia furono le chiese convertite alla fede protestante.
Mentre le guerre di religione imperversavano per l'Europa, Amsterdam divenne un rifugio per molte genti perseguitate o timorose di persecuzioni per via della loro religione. Vi giunsero ebrei dalla Spagna e dal Portogallo, mercanti da Anversa in fuga dal saccheggio degli spagnoli e gli ugonotti dalla Francia.

### XVII secolo: l'età d'oro di Amsterdam

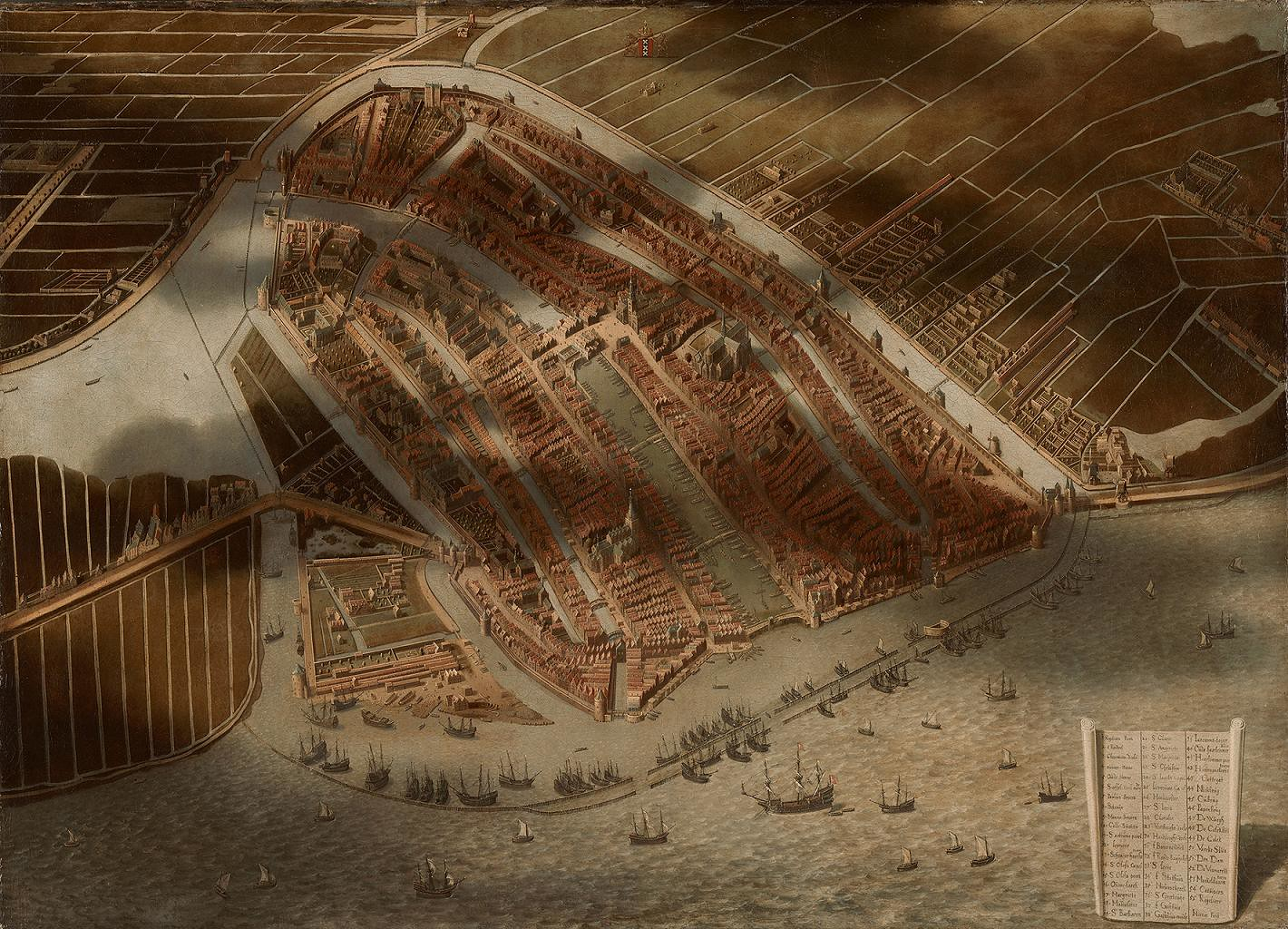
Amsterdam nel 1538

Il XVII secolo fu l'età d'oro di Amsterdam. Le navi olandesi salpavano per il nord America, l'Indonesia, il Brasile e l'Africa, creando un impero coloniale. Rembrandt visse in questo secolo. La città si espanse attorno ai canali. Amsterdam divenne il porto più importante del mondo e un centro di finanza internazionale.

### XVIII e XIX secolo: il declino della potenza coloniale
Il XVIII e il XIX secolo videro un declino nella prosperità di Amsterdam. Le guerre contro la Gran Bretagna e la Francia misero a dura prova la città e il commercio si spostò verso Londra.
Alla fine del XIX secolo, la rivoluzione Industriale raggiunse la città. Nuove rotte sull'acqua verso il mare e verso il fiume Reno fecero nascere nuove rotte commerciali con l'estero. Le condizioni di Amsterdam migliorarono di nuovo, ma la città non raggiunse più gli splendori del passato. In questi anni fu costruita la Stelling van Amsterdam, un anello di 42 forti e di terre che potevano essere alluvionate, messo a difesa della città.

### Le due guerre mondiali

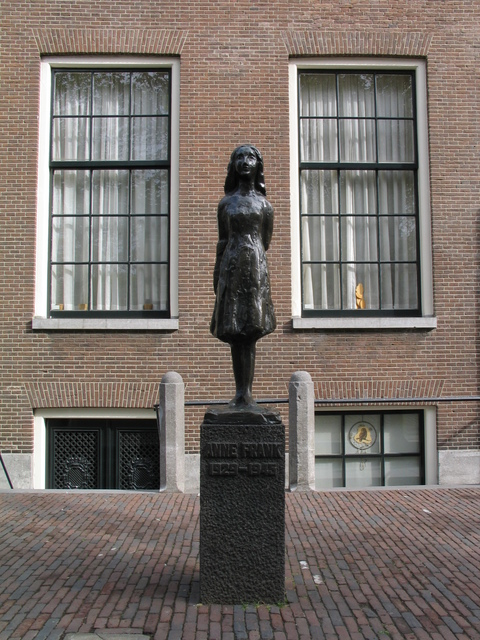
Statua di Anna Frank

La Prima guerra mondiale non portò distruzioni, perché i Paesi Bassi rimasero neutrali. Il commercio e l'industria soffrirono comunque le conseguenze di un'Europa devastata.
Tra le due guerre gli olandesi costruirono dighe che separarono lo Zuiderzee dal Mare del Nord, creando il cosiddetto IJsselmeer (lago IJssel). Le distese d'acqua ad est di Amsterdam divennero così un lago d'acqua dolce e non più una baia di acqua salata.
Durante la seconda guerra mondiale le truppe tedesche occuparono la città a partire dal 15 maggio 1940 e deportarono quasi 100.000 ebrei, facendo quasi scomparire la loro comunità. Anna Frank era una di loro. Prima della guerra, Amsterdam era il centro più importante per il commercio dei diamanti, e siccome la maggior parte era nelle mani di affaristi e gioiellieri ebrei, esso scomparve con loro. Oggi Amsterdam ha ancora un ruolo nel loro commercio, ma il suo posto di centro mondiale è stato preso dalla città di Anversa in Belgio.

### La seconda metà del Novecento
Negli anni sessanta e settanta Amsterdam divenne di nuovo famosa, per ragioni diverse: la politica di tolleranza verso le droghe leggere rese la città una destinazione popolare per gli hippie. Diventarono frequenti le occupazioni di edifici vuoti e gli scontri con la polizia.
Gli anni ottanta iniziarono in modo convulso: nel 1980, mentre la Regina Beatrice veniva incoronata, una protesta si svolse fuori dalla chiesa. Il motto dei manifestanti era "Geen woning, geen kroning" ("niente casa, niente incoronazione"). Il sindaco e il consiglio municipale alla fine dovettero chiamare l'esercito per riprendere il controllo della situazione. Durante gli anni seguenti crebbe grandemente il numero degli immigrati, soprattutto dal Suriname, dalla Turchia e dal Marocco. Molte persone si trasferirono nelle città vicine, tra cui Purmerend ed Almere. Quartieri come De Pijp e Jordaan, precedentemente abitati da operai, divennero ambite mete per i nuovi yuppie abbienti e per gli studenti.
Negli stessi anni avvennero grandi cambiamenti amministrativi: la città fu divisa in distretti (oggi 7), con giurisdizione su molte delle responsabilità precedentemente assegnate al governo centrale. L'idea era quella di avvicinare l'amministrazione alla gente.

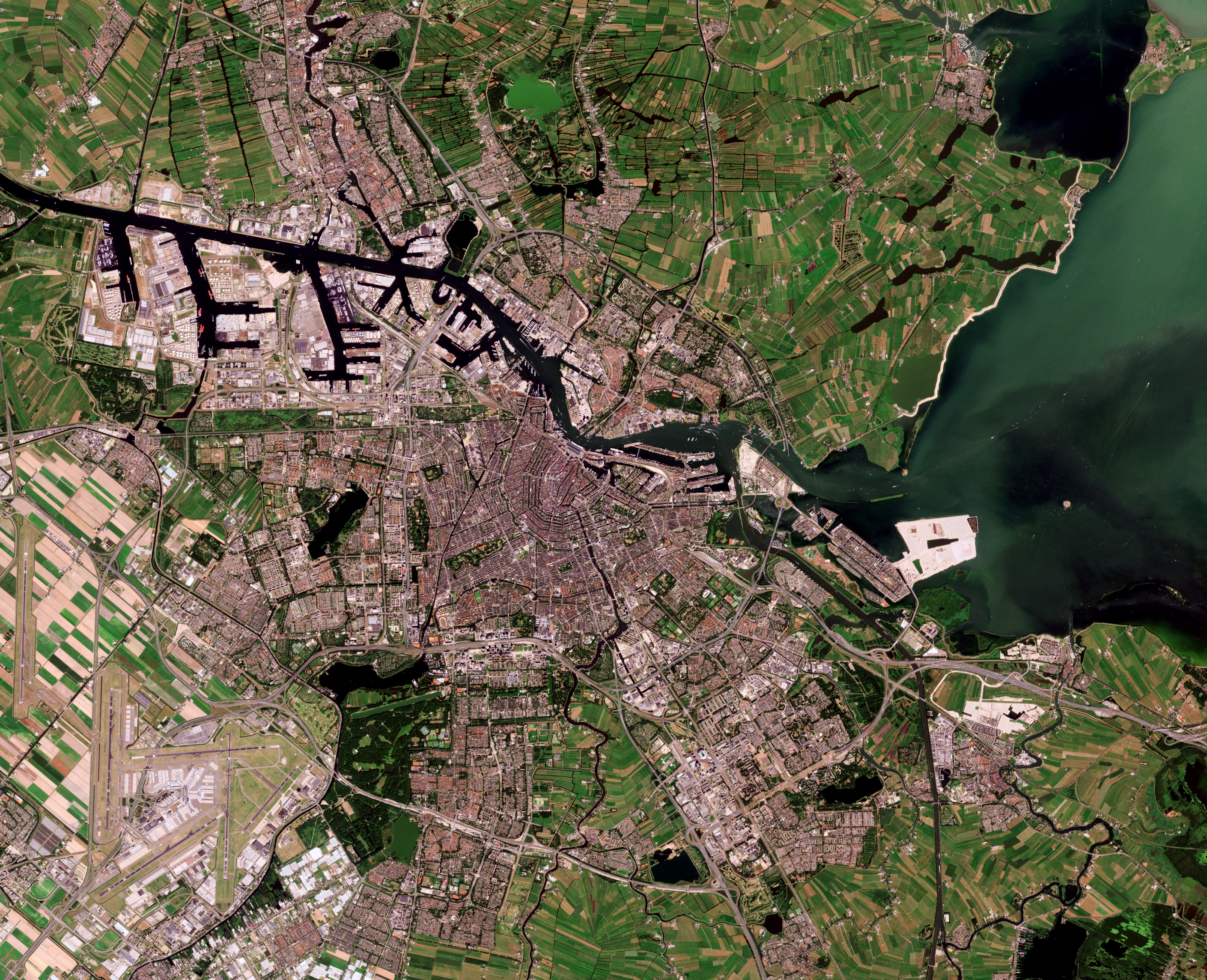
Amsterdam oggi in una foto satellitare

Negli anni novanta si registrò un boom economico. Il vecchio centro storico fu restaurato quasi interamente e furono completate molte infrastrutture. Nel 1995 il governo nazionale propose la creazione di una provincia cittadina, comprendente Amsterdam e le città vicine, proposta respinta con un referendum. Alcune parti della città acquisirono comunque una maggiore autonomia, mentre alcune città vicine furono inglobate ad Amsterdam, sia politicamente sia economicamente. Quindi si andò a costituire la cosiddetta Grande Amsterdam.

## Monumenti e luoghi d'interesse

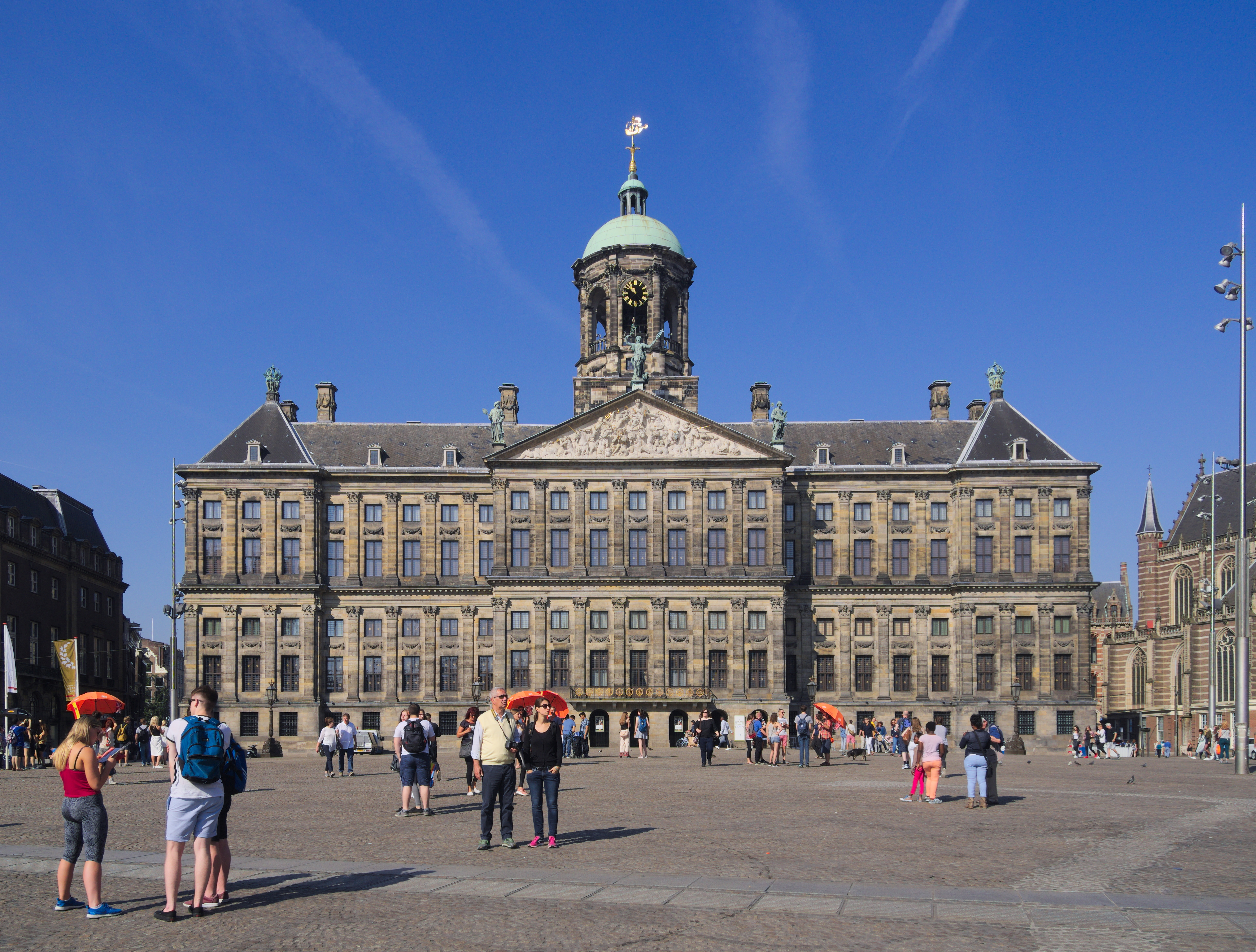
Il Palazzo Reale su Piazza Dam

La città di Amsterdam ha 4.630.000 turisti l'anno, il che la rende una delle capitali più visitate d'Europa. Le mete turistiche principali sono:

### Piazza Dam
Piazza Dam è la storica piazza costruita sulla prima diga dell'Amstel e centro per antonomasia della città, vi si affacciano notevoli monumenti:
- Koninklijk Paleis, il Palazzo Reale, grandiosa opera in stile barocco, eretto a partire dal 1648 su progetto del celebre architetto Jacob van Campen come municipio della città e poi trasformato in residenza reale da Luigi Bonaparte.
- Nieuwe Kerk, la Chiesa Nuova, eretta a partire dal 1408 in stile gotico brabantino è luogo delle incoronazioni della Famiglia reale.

### Canali

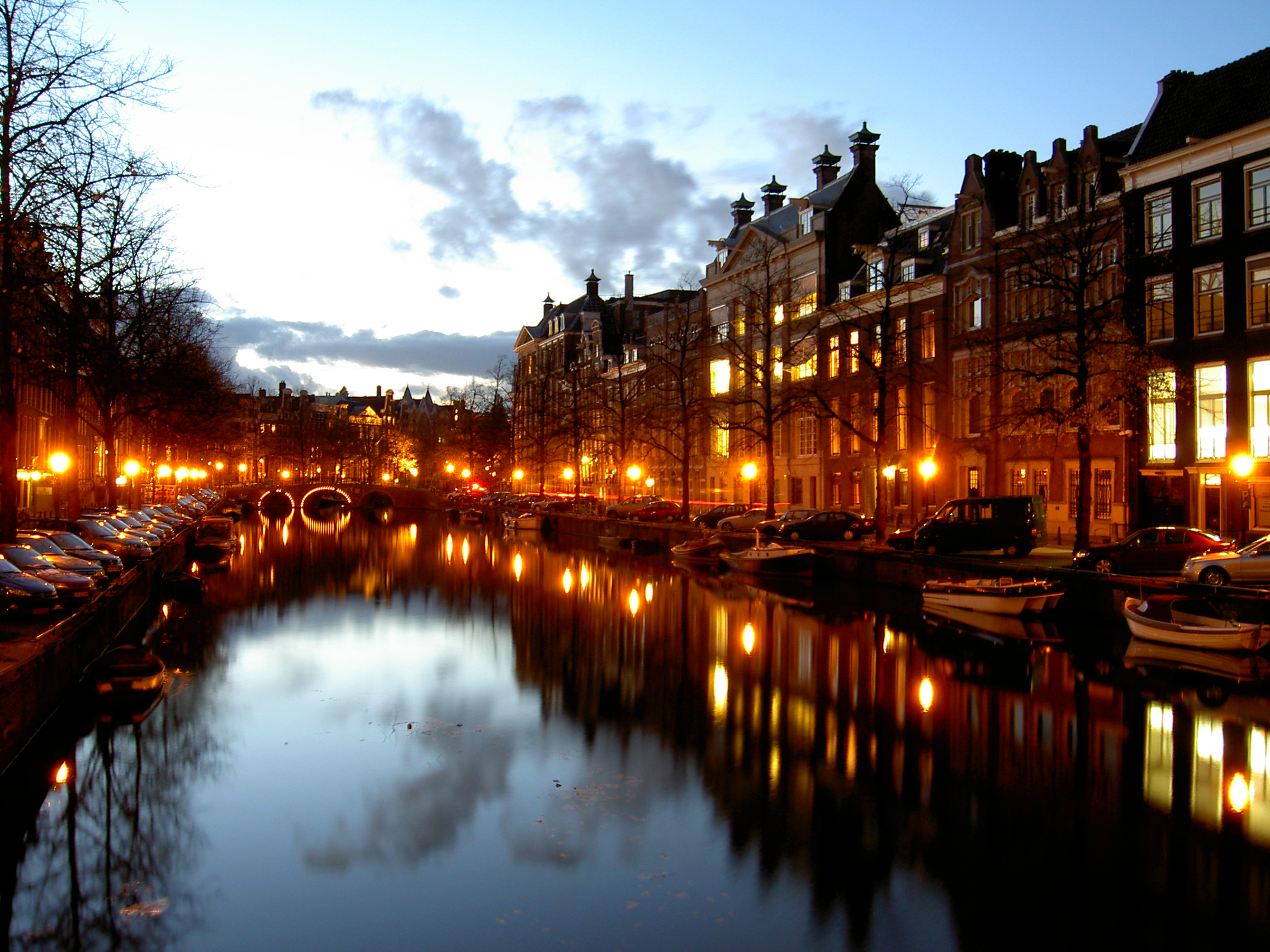
Veduta del Keizersgracht

- Canali di Amsterdam. Tutto il centro storico della città è costituito da una rete di canali lunga più di cento chilometri, circa 90 isole e 1.500 ponti.[14][15][16][17] I tre canali principali, Herengracht, Prinsengracht e Keizersgracht, scavati nel XVII secolo, durante il Secolo d'oro olandese, formano una cintura concentrica intorno alla città detta Grachtengordel. Lungo i canali si trovano 1550 edifici monumentali.[18] L'area compresa nella cintura di canali del XVII secolo all'interno del Singelgracht, che comprende il Prinsengracht, Keizersgracht, Herengracht e Jordan, è inserita nella lista dei Patrimoni dell'umanità dell'UNESCO.[19]
  - Singel, è il più antico della cerchia dei canali, vi si trova il celebre Bloemenmarkt, il Mercato dei Fiori oltre che a notevoli edifici.
  - Herengracht, il Canale dei Signori venne scavato a partire dal 1585 e presenta belle dimore signorili che si fanno più importanti nel famoso Gouden Bocht, il Gomito d'Oro.
  - Keizersgracht, il Canale dell'imperatore è il più grande della città, prende nome dal Massimiliano I d'Asburgo.
  - Prinsengracht, il Canale del Principe, il più esterno e l'ultimo ad esser stato realizzato. Prende nome da Guglielmo I d'Orange.

### Architetture religiose

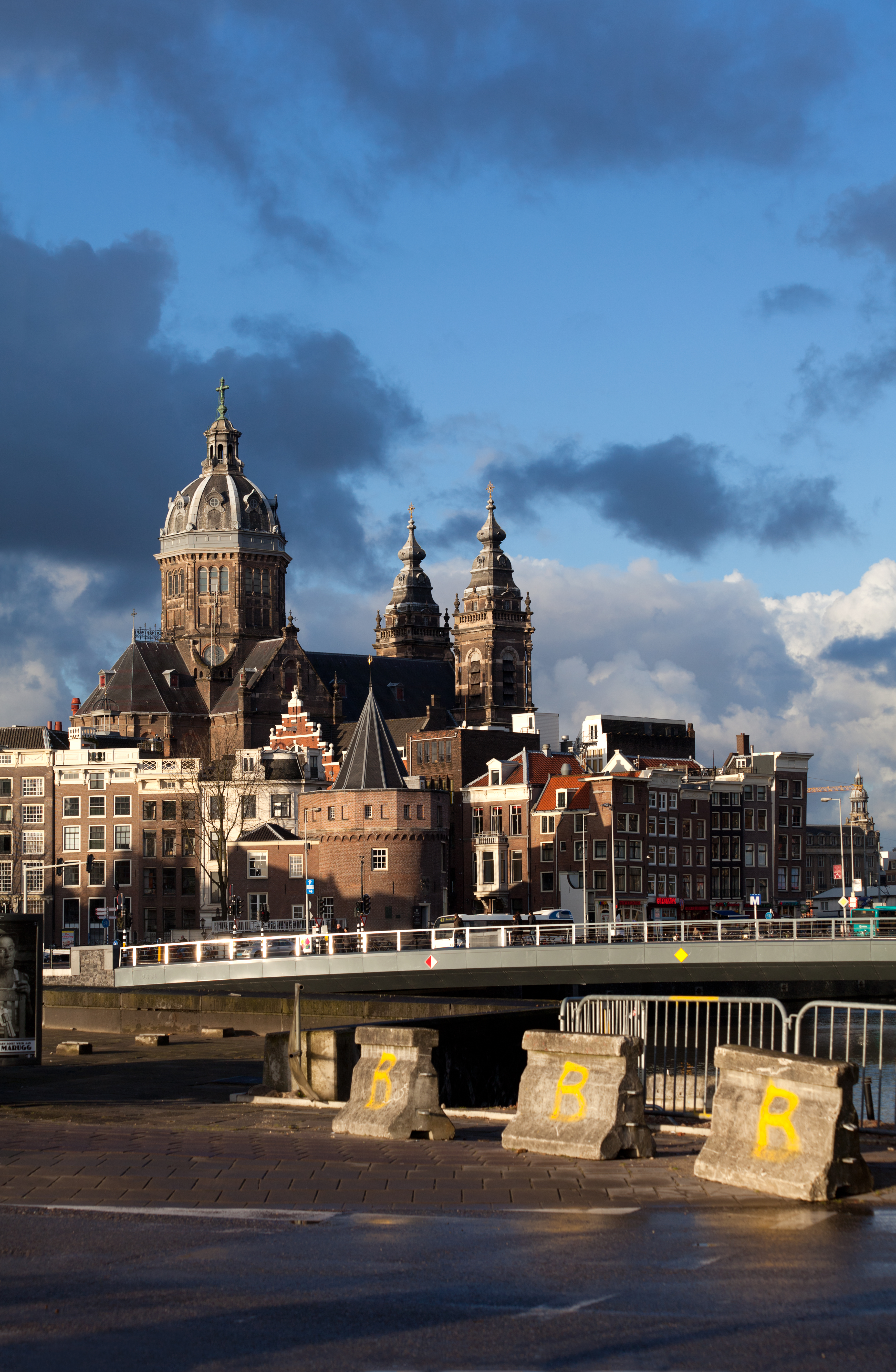
La Basilica di San Nicola e la Torre delle Lacrime

- Oude Kerk. La Chiesa Vecchia venne costruita a partire dal 1306 e poi notevolmente ampliata e modificata in stile tardogotico. Fu la prima parrocchia della città e la chiesa più importante.
- Ons' Lieve Heer op Solder. La Chiesa di Nostro Signore in Soffitta, è un caratteristico edificio ricavato nel 1663 nella soffitta di una casa mercantile, nascosta dai Calvinisti.
- Zuiderkerk. La Chiesa Meridionale venne eretta stile barocco olandese fra il 1603 e il 1611 da Hendrick de Keyser il Vecchio; ed entro il 1614 venne aggiunto il bel campanile. Fu la prima chiesa eretta dalla Riforma in Olanda.
- Westerkerk. La Chiesa Occidentale è una grande opera in stile barocco olandese eretta fra il 1620 e il 1631 da Hendrick de Keyser il Vecchio e suo figlio Pieter.
- La Sinagoga portoghese di Amsterdam è una sinagoga costruita tra il 1671 al 1675.
- Sint Nicolaasbasiliek. La Basilica di San Nicola è un grande edificio neobarocco costruito nel 1885-87.

### Architetture militari
- Waag. È la più antica porta cittadina rimasta, nonché una delle poche testimonianze delle antiche fortificazioni, poi trasformata nel 1616 in pesa pubblica.
- Schreierstoren. La Torre delle Piangenti è un edificio medievale militare facente parte delle antiche mura.
- Munttoren. La Torre della Zecca nasce nel XV secolo come porta cittadina. In seguito ad un incendio venne trasformata in torre rinascimentale da Hendrick de Keyser il Vecchio nel 1619.
- Montelbaanstoren, è una torre campanaria e uno dei soggetti preferiti nelle acqueforti di Rembrandt.
- La linea di difesa di Amsterdam, così come i canali di Amsterdam, sono considerati patrimonio dell'umanità dall'UNESCO fin dal 1996.

### Architetture civili

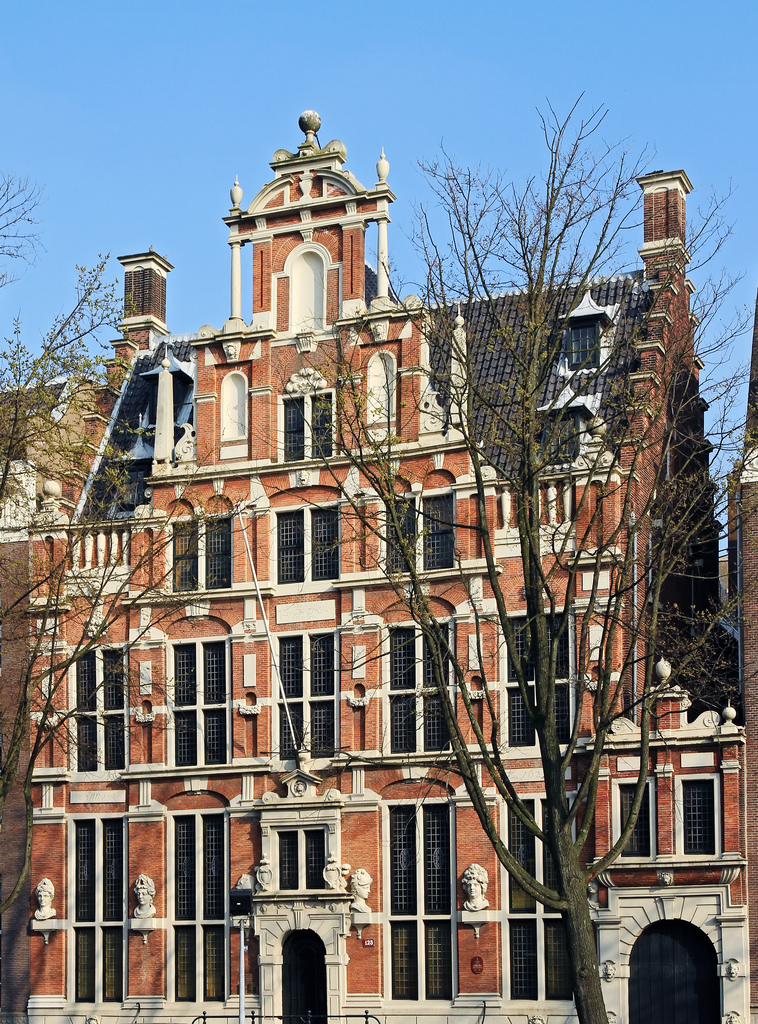
La Casa delle Teste

- Casa dei Delfini (Huis De Dolphijn), un grazioso edificio rinascimentale dalla celebre facciata con frontoni gemelli eretto fra il 1599 e il 1602 da Hendrick de Keyser il Vecchio sul canale Singel.
- Casa Bartolotti (Bartolottihuis), una grande residenza mercantile-signorile eretta in stile rinascimentale da Hendrick de Keyser il Vecchio nel 1618-21.
- Casa delle Teste (Huis met de Hoofden), splendida dimora signorile eretta su progetto di Hendrick de Keyser il Vecchio e costruita da suo figlio Pieter nel 1622. Prende nome dalle sei grandi teste degli Dei disposte sulla facciata.
- Casa Trip (Trippenhuis), una storica residenza barocca costruita tra il 1660 e il 1662 per i fratelli Trip, mercanti svedesi, su progetto dell'architetto Justus Vingboons.
- Beurs van Berlage, l'edificio che ospita la borsa cittadina.
- Casa di Anna Frank
- Teatro Carré
- Teatro Tuschinski
- Huis met de Kabouters. La casa con gli gnomi è un edificio storico del 1800 in stile neogotico.

### Altro

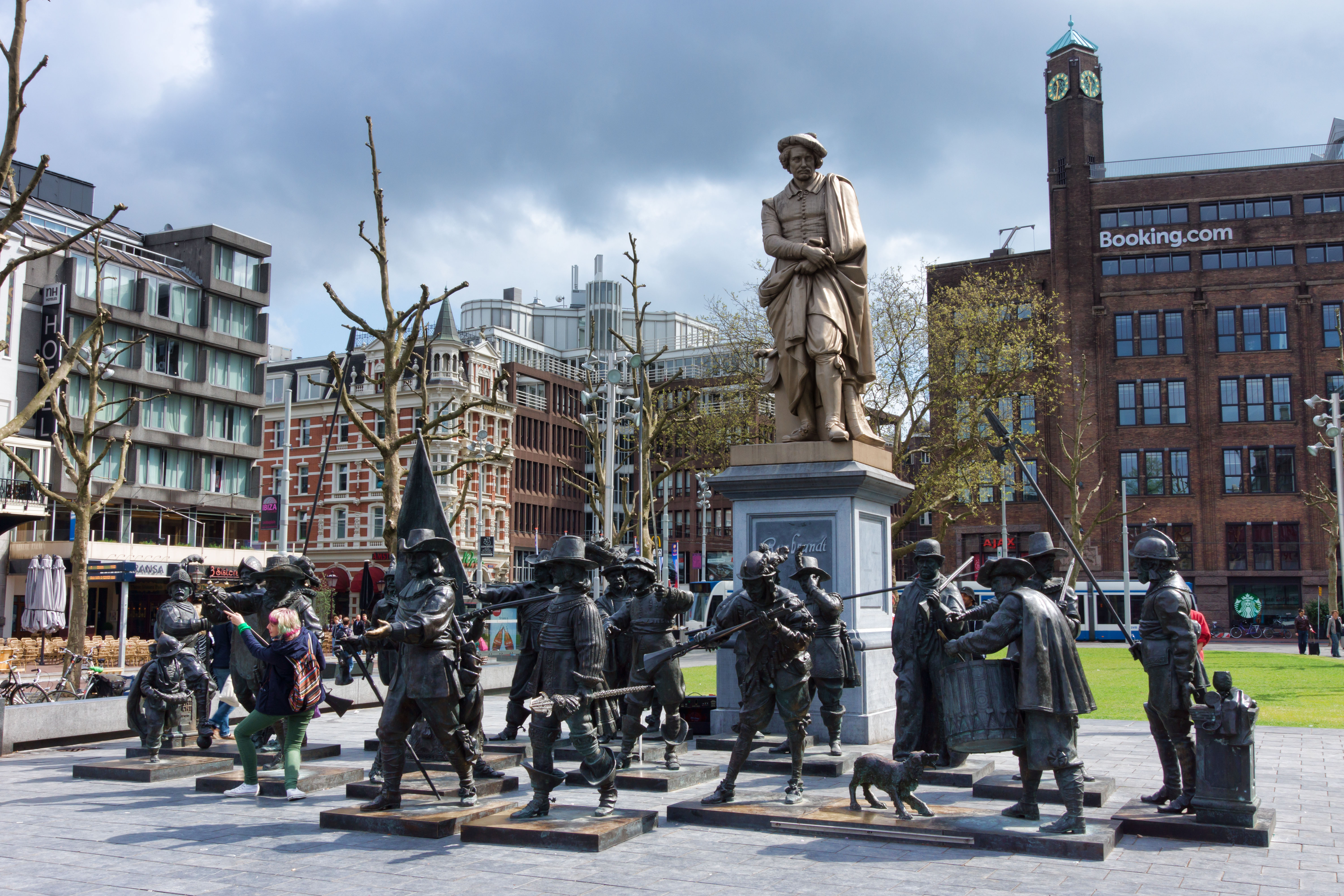
La scultura Ronda di notte in Rembrandtplein

- Begijnhof ("cortile delle beghine"), un complesso di 164 abitazioni erette fra il XV secolo e il XVIII secolo per le beghine della città.
- Stazione di Amsterdam Centraal, la principale stazione ferroviaria della città. Fu realizzata tra il 1881 e il 1889 su progetto di Pierre Cuypers e A. L. van Gendt in stile neorinascimentale olandese.
- De Wallen, o De Walletjes (letteralmente: "le mura" e "le piccole mura") è il più grande e meglio conosciuto quartiere a luci rosse e una delle maggiori attrazioni turistiche di Amsterdam, nonché uno dei più famosi quartieri a luci rosse del mondo.
- Muntplein ("piazza della Zecca"), con la caratteristica torre omonima.
- Rembrandtplein, La Piazza di Rembrandt, dedicata al famoso pittore, accoglie un gruppo scultoreo della Ronda di Notte.
- Leidseplein, Piazza di Leida, dedicata alla città dei Paesi Bassi.
- L'Homomonument alla memoria degli omosessuali uccisi nei campi di sterminio nazisti.
- L'Orto botanico di Amsterdam, fondato nel XVII secolo, uno dei più antichi giardini botanici del mondo, con molti esemplari antichi e rari.
- Lo zoo di Amsterdam, chiamato Artis, dal motto latino Natura Artis Magistra, ossia "Natura maestra d'arte", che è il più antico complesso zoologico dei Paesi Bassi.

### Aree naturali
- L'Amstelpark, un parco pubblico della periferia di Amsterdam, situato nel sobborgo di Buitenveldert (Amsterdam-Zuid)[20] ed inaugurato nel 1972,[20][21][22][23] con una media di circa 800.000 visitatori l'anno,[22] è uno dei parchi più popolari della città.[21]
- Il Vondelpark invece è un parco all'inglese, di circa 48 ettari, che si trova nel centro di Amsterdam, in quella che viene chiamata come la "zona dei musei".
- Hortus Botanicus Vrije Universiteit Amsterdam.

## Società

### Evoluzione demografica

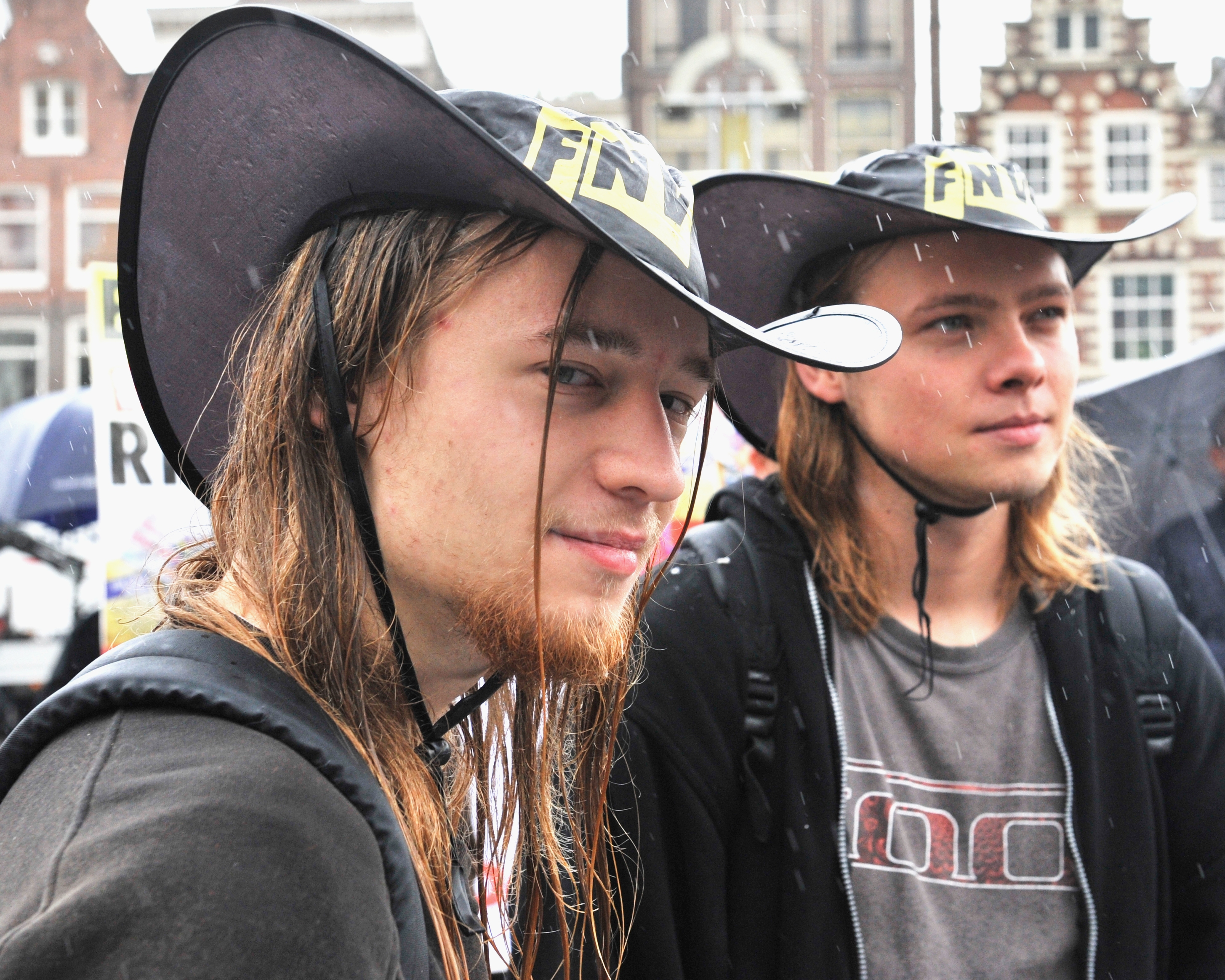
Giovani a Nieuwmarkt

La città di Amsterdam ha 921 402 abitanti (2022). Secondo l'ultimo censimento del 2012, il 49,5% della popolazione cittadina aveva origini olandesi, mentre il 50,5% era un immigrato recente o figlio di immigrati stranieri. Sempre in rapporto alla popolazione totale, oltre il 30% ha origini non-occidentali (principalmente marocchini), ma altre consistenti minoranze sono indonesiani, per via di una colonia olandese stabilita nell'arcipelago, e cinesi, che hanno stabilito una piccola Chinatown. Gli ebrei, un tempo più del 15% della popolazione, sono oggi poco più del 2%. Gli immigrati di origine europea o nordamericana sono il 15%, essi provengono specialmente da Portogallo, Italia e Grecia.
Nel 2007 venne rilevata la presenza di 171 nazionalità diverse nella città, rendendola uno dei luoghi più multiculturali d'Europa.

### Qualità della vita

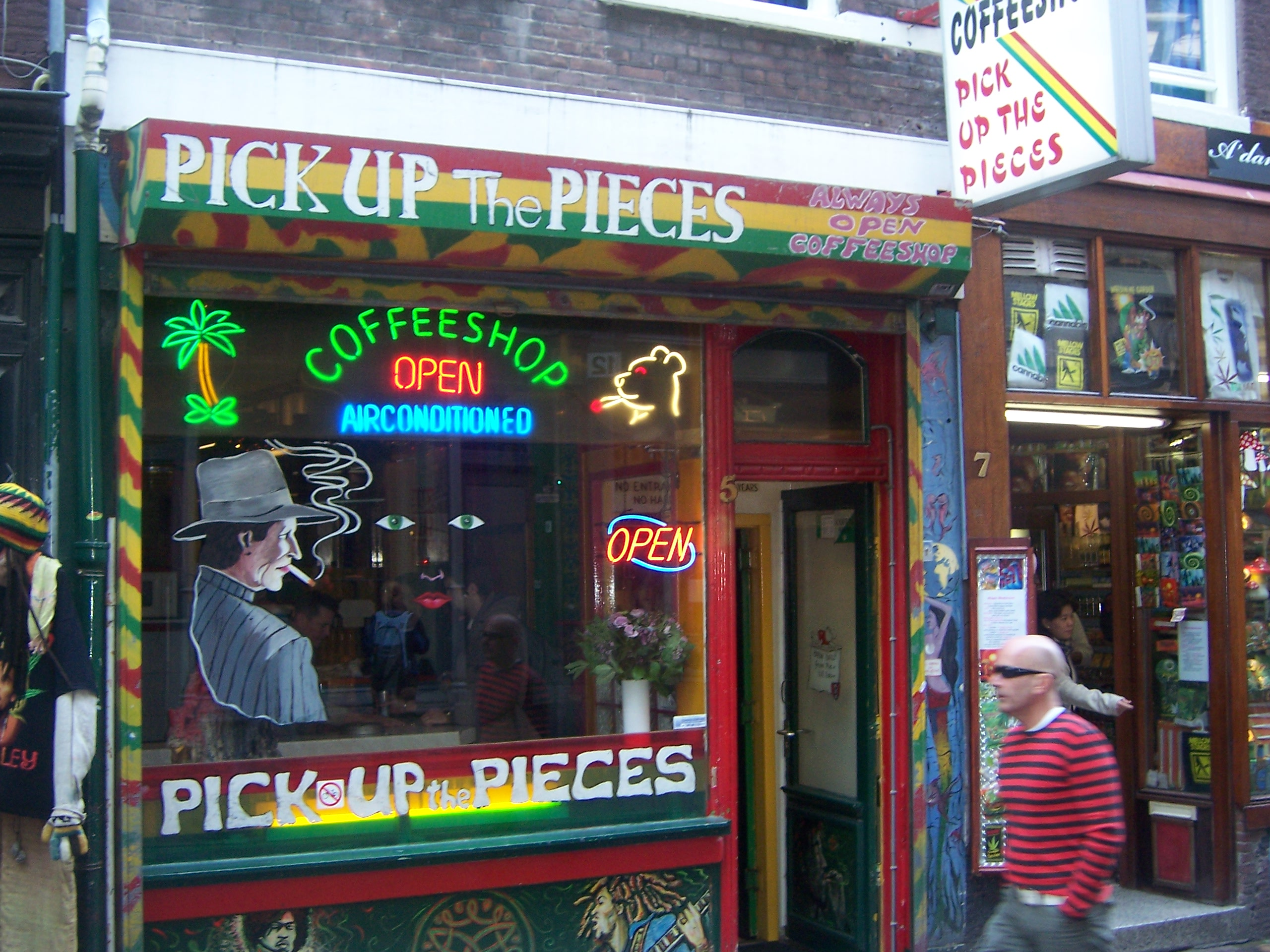
Un coffee-shop

La prostituzione è legale nei Paesi Bassi: chi la esercita è considerato un libero professionista ed è tassato come qualsiasi altro imprenditore. La cannabis invece non è legale, bensì tollerata; ciò significa che la vendita di una quantità inferiore ai cinque grammi per cliente ed il possesso di quantità fino a trenta grammi non sono perseguite dalla legge.
La municipalità di Amsterdam ha in corso un programma per rendere il quartiere a luci rosse più sicuro, basato sull'acquisto di locali ed altre proprietà destinate ad attività criminali per convertirli in attività commerciali legali. Questo ha sensibilmente migliorato la percezione della sicurezza negli ultimi anni.
Come ogni grande città, Amsterdam attira borseggiatori e altri ladruncoli. È opportuno prestare cautela sul treno che dalla città porta all'aeroporto di Schiphol, spesso carico di turisti stanchi e carichi di bagagli. Altri punti a rischio possono essere gli sportelli bancomat della zona attorno Piazza Dam. Anche ad Amsterdam si possono incontrare per le strade senzatetto, sebbene il fenomeno sia più limitato di un tempo.
Una delle principali attività malavitose è il furto di biciclette, principale mezzo di trasporto degli olandesi, dato che, nella sola Amsterdam, se ne contano circa 1.200.000.
Al 2023 circa la metà delle strade cittadine è affetta da ingorghi stradali con emissioni di gas e deterioramento della qualità dell'aria per i residenti. Negli anni successivi si prevede una crescita del traffico veicolare pari al 40%.

## Cultura

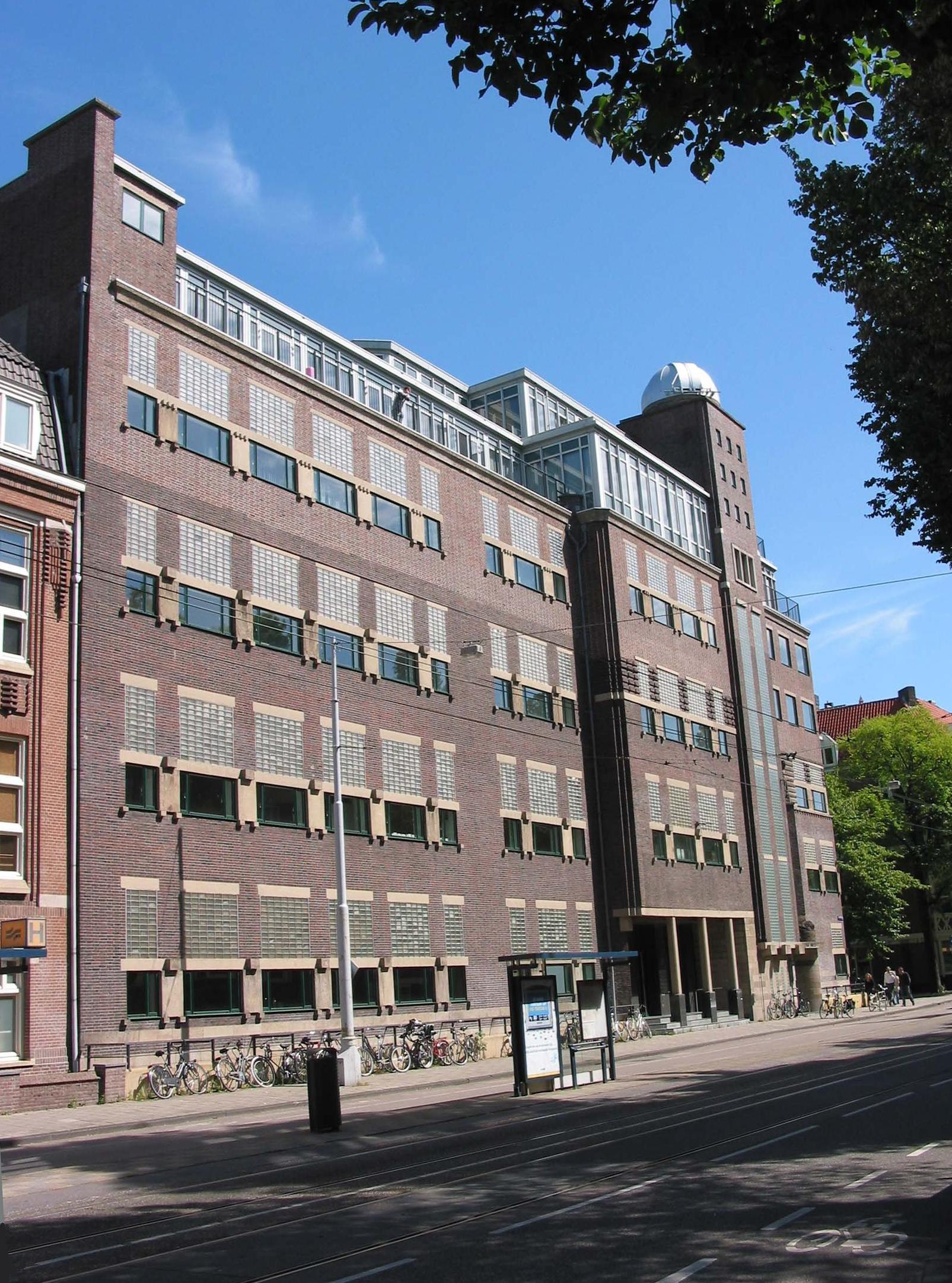
La Vrije Universiteit.

### Istruzione

#### Scuole
La capitale olandese è dotata di altri istituti di formazione superiore come le accademie d'arte Gerrit Rietveld Academie (un'accademia di arte moderna, prende il nome dall'architetto Gerrit Rietveld e gode una buona reputazione internazionale), Hogeschool van Amsterdam e Amsterdamse Hogeschool voor de Kunsten.
Alcune delle scuole elementari di Amsterdam basano i loro programmi su particolari teorie pedagogiche, come quella di Maria Montessori. La più grande scuola superiore di Amsterdam che segue il metodo Montessori è il liceo Montessori di Amsterdam. Molte altre scuole si basano sulla religione, come le scuole cattoliche e protestanti, ma anche le scuole islamiche (aumentate numericamente per effetto dell'immigrazione islamica). Delle scuole ebraiche si trovano nella periferia sud della città.
Amsterdam è nota per avere cinque ginnasi indipendenti: il Vossius Gymnasium, il Barlaeus Gymnasium, il St. Ignatius Gymnasium, il 4e Gymnasium e il Cygnus Gymnasium, dove vengono insegnati il latino e il greco antico. Anche se fino a poco tempo fa si credeva che queste scuole fossero anacronistiche ed elitarie, i Gymnasia hanno recentemente vissuto una rinascita. La maggior parte delle scuole secondarie di Amsterdam offre diversi percorsi di formazione. La città ha anche vari college specializzati in vari ambiti (che spaziano dall'arte all'economia), i quali sono frequentabili anche dagli studenti provenienti dall'estero.

#### Università

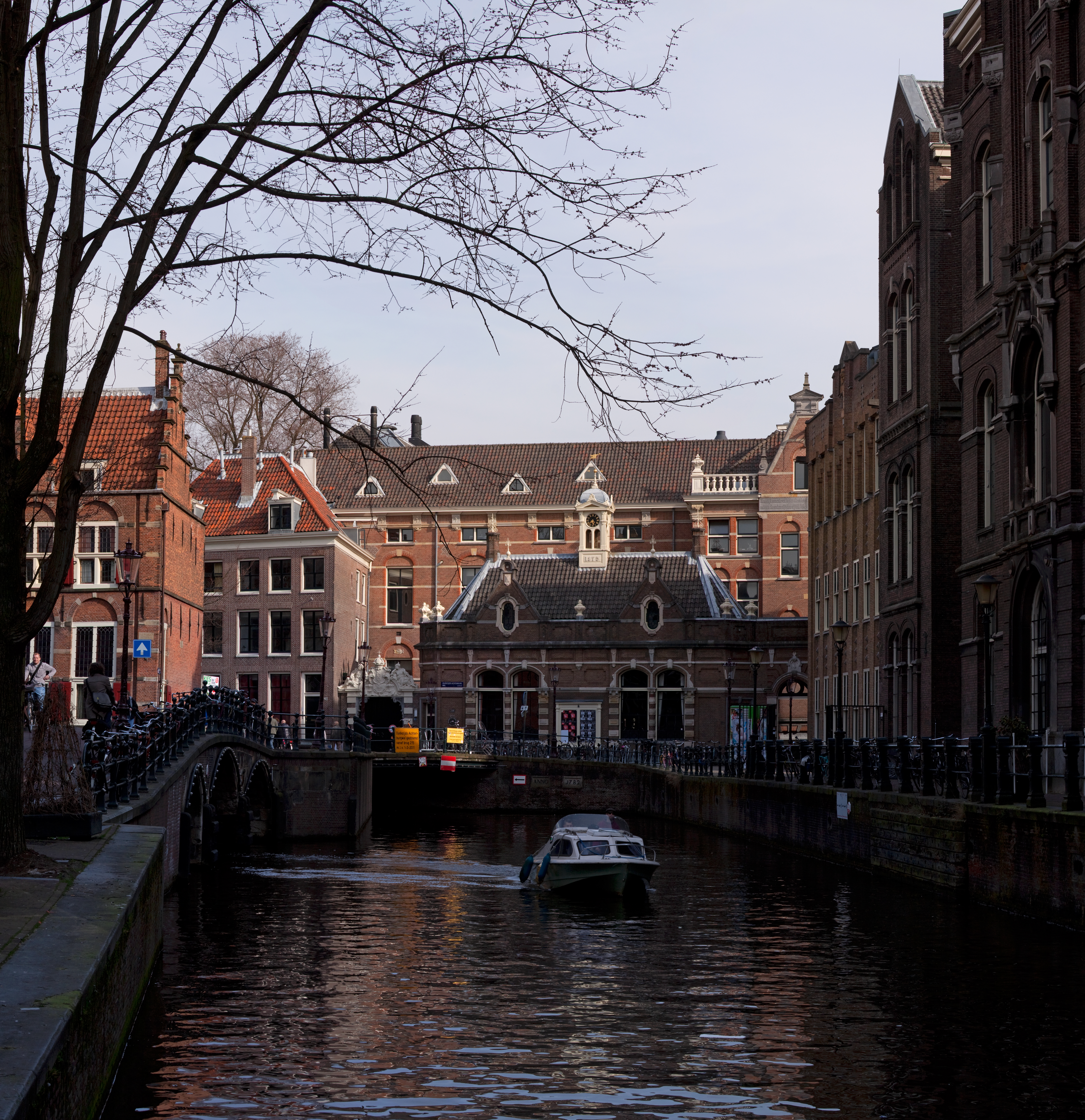
LUniversiteit van Amsterdam

In Amsterdam hanno sede due università: l'Università di Amsterdam (Universiteit van Amsterdam o UvA), e la Libera università di Amsterdam (Vrije Universiteit o VU, chiamata in precedenza come Libera Università Protestante).
La scuola superiore delle arti (Amsterdamse Hogeschool voor de Kunsten) raggruppa diverse istituzioni specializzate, come l'"Accademia di architettura", l'"Accademia di teatro e danza", l'"Accademia Breitner" di belle arti, il Conservatorium van Amsterdam di musica, l'"Accademia cinematografica dei Paesi Bassi" e l'"Accademia Reinwardt" di museologia. Autonome sono l'Accademia nazionale di belle arti (Rijksakademie van beeldende kunsten) e la Gerrit Rietveld Academie per il design.

#### Ricerca
L'Istituto Internazionale di Storia Sociale di Amsterdam è una delle istituzioni di ricerca e documentazione della storia sociale più grandi del mondo, specialmente per quanto concerne la storia del movimento operaio.
Il Nemo, disegnato da Renzo Piano, è il più grande centro scientifico dei Paesi Bassi.
Ad Amsterdam ha sede anche la Koninklijke Nederlandse Akademie van Wetenschappen.

#### Biblioteche
Ad Amsterdam ci sono diverse biblioteche pubbliche raccolte nell'associazione OBA (Openbare Bibliotheek Amsterdam). Le principali biblioteche in città sono la OBA Oosterdok (un palazzo di sette piani, la biblioteca più grande dei Paesi Bassi) e la biblioteca universitaria. Presso la OBA Oosterdok è conservato IHLIA LGBTI Heritage, l'archivio e centro di documentazione internazionale riguardante le persone lesbiche, gay, bisessuali e transgender (LGBT).

#### Musei

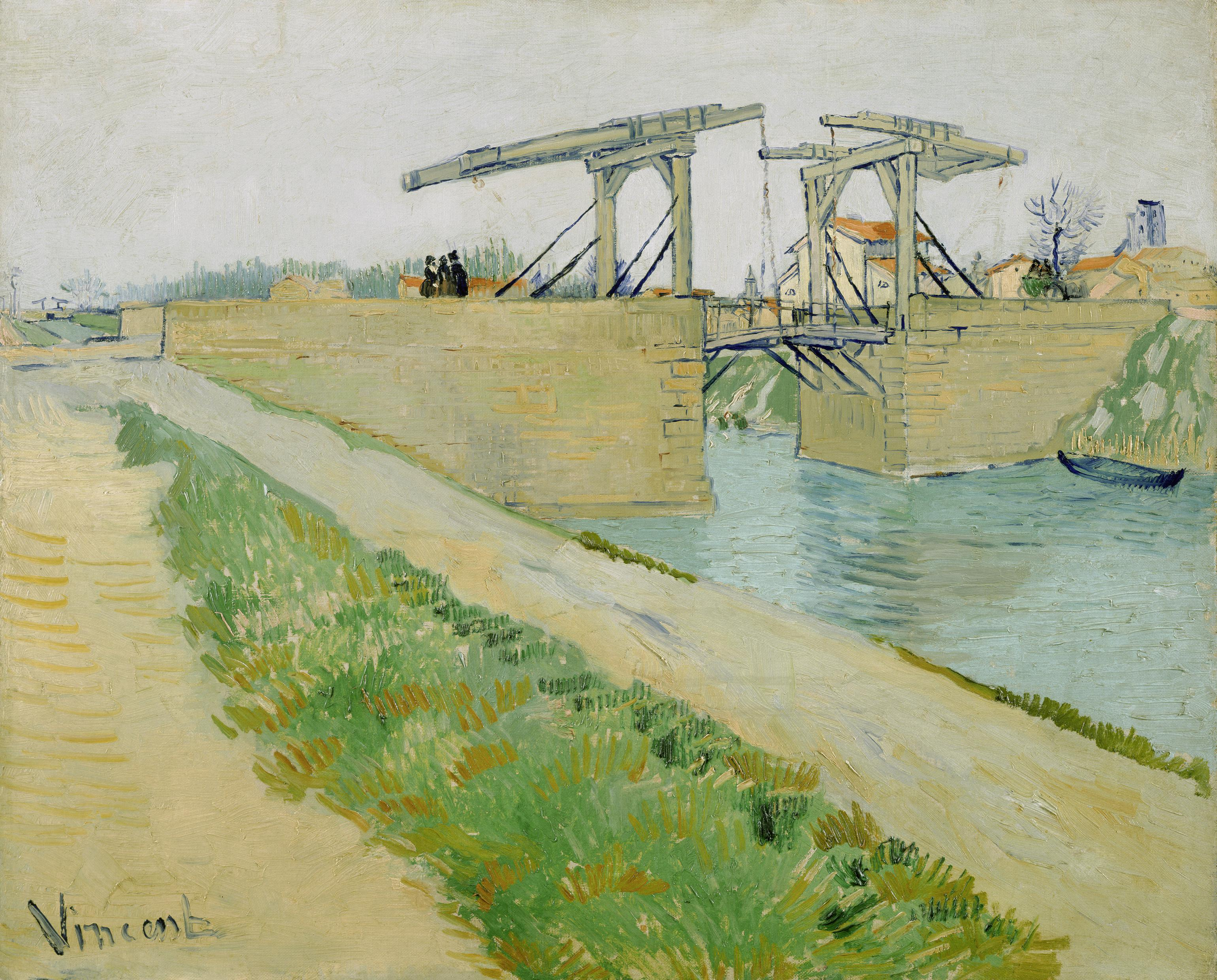
Dipinto esposto nel museo di Van Gogh

Amsterdam è conosciuta anche per essere uno dei principali centri museali d'Europa.
Il Museo Statale di Amsterdam, spesso chiamato semplicemente Rijksmuseum, è il museo che possiede la più grande collezione di opere d'arte del periodo d'oro dell'arte fiamminga (1584-1702) e una considerevole collezione di arte asiatica.
Il Museo Van Gogh possiede la più grande collezione di opere del pittore olandese Vincent van Gogh, mentre il Museo Stedelijk è un museo di arte moderna e contemporanea internazionale.
Ad Amsterdam si trovano inoltre il Museo Storico Cittadino, il Museo Ebraico, il Museo Nautico, il Museo Antropologico e Tropicale, il Museo della Resistenza, l'Museo Allard Pierson, un museo archeologico dedicato a diverse civiltà antiche.
Tra le case-museo, si citano la casa di Rembrandt, la casa di Anna Frank, il Museo Van Loon, la casa museo della potente famiglia di commercianti dei Van Loon, e il Museo Willet-Holthuysen, che offre uno spaccato di vita in una casa signorile della capitale olandese tra il Settecento e l'Ottocento.
Tra i musei particolari, ad Amsterdam si trovano la sede olandese del museo delle cere di Madame Tussauds, il Museo della canapa, della marijuana e dell'hashish, il Museo della Bibbia e il Museo delle borse Hendrikye, dedicato alla storia della borsa per signora nella cultura occidentale.

### Media

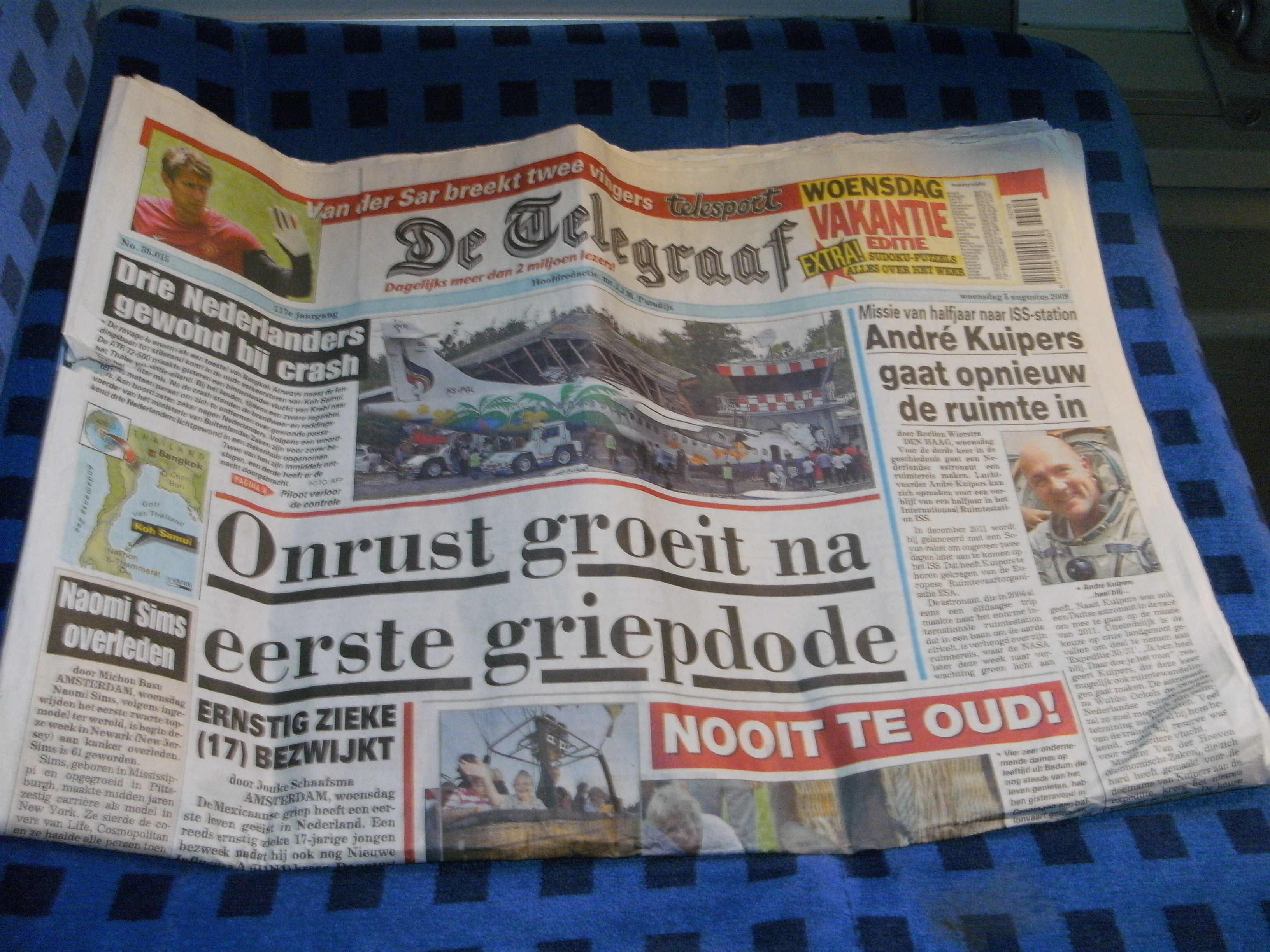
Copia del Telegraaf

#### Stampa
De Telegraaf, "Il Telegrafo", è il principale quotidiano, nonché uno dei più antichi quotidiani dei Paesi Bassi, fondato nel 1893.

### Cinema
Tra i tanti film ambientati ad Amsterdam, Il diario di Anna Frank, del 1959 vincitore di tre premi Oscar, Amsterdamned del 1988 con un serial killer in muta da sub che colpisce nei canali, Ocean's Twelve del 2004, dove la banda progetta di rubare il più vecchio certificato di riserva del mondo, emesso dalla Compagnia olandese delle Indie orientali nel 1602 e conservato ad Amsterdam, e Colpa delle stelle del 2014 dove due ragazzi affetti da cancro trascorrono una ultima vacanza nella città.

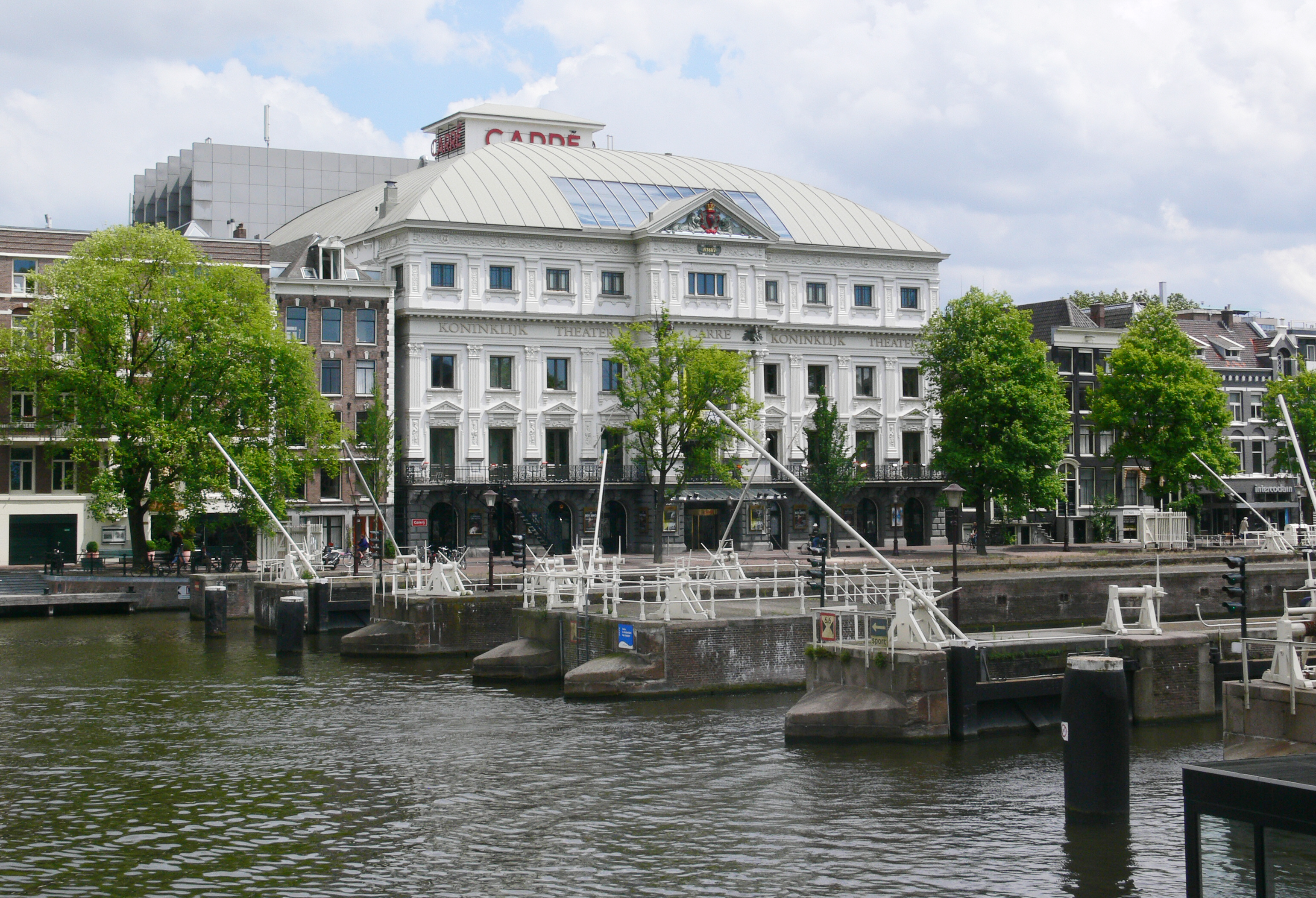
Esterno del teatro Carré

### Teatri e musica
Amsterdam è il centro culturale dei Paesi Bassi, con grande attività nelle arti, nella danza, nella musica e nel teatro. La Sala concerti di Amsterdam, famosa nel mondo, è sede dell'Orchestra reale del Concertgebouw.
Il Teatro musicale è un nuovo teatro lirico del 1986, sito in un edificio chiamato Stopera insieme al municipio di fronte all'Amstel. È sede della teatro dell'opera e della compagnia nazionale di danza. Muziekgebouw aan 't IJ e Bimhuis sono altre famose sale da concerto.
Un altro teatro rinomato è il Carré, anch'esso sull'Amstel. Numerose nel centro cittadino sono anche le gallerie d'arte private.
Tra le altre istituzioni si annoverano il Conservatorio Sweelinck, il Gruppo Teatro Amsterdam ed il Teatro Nazionale di Danza.

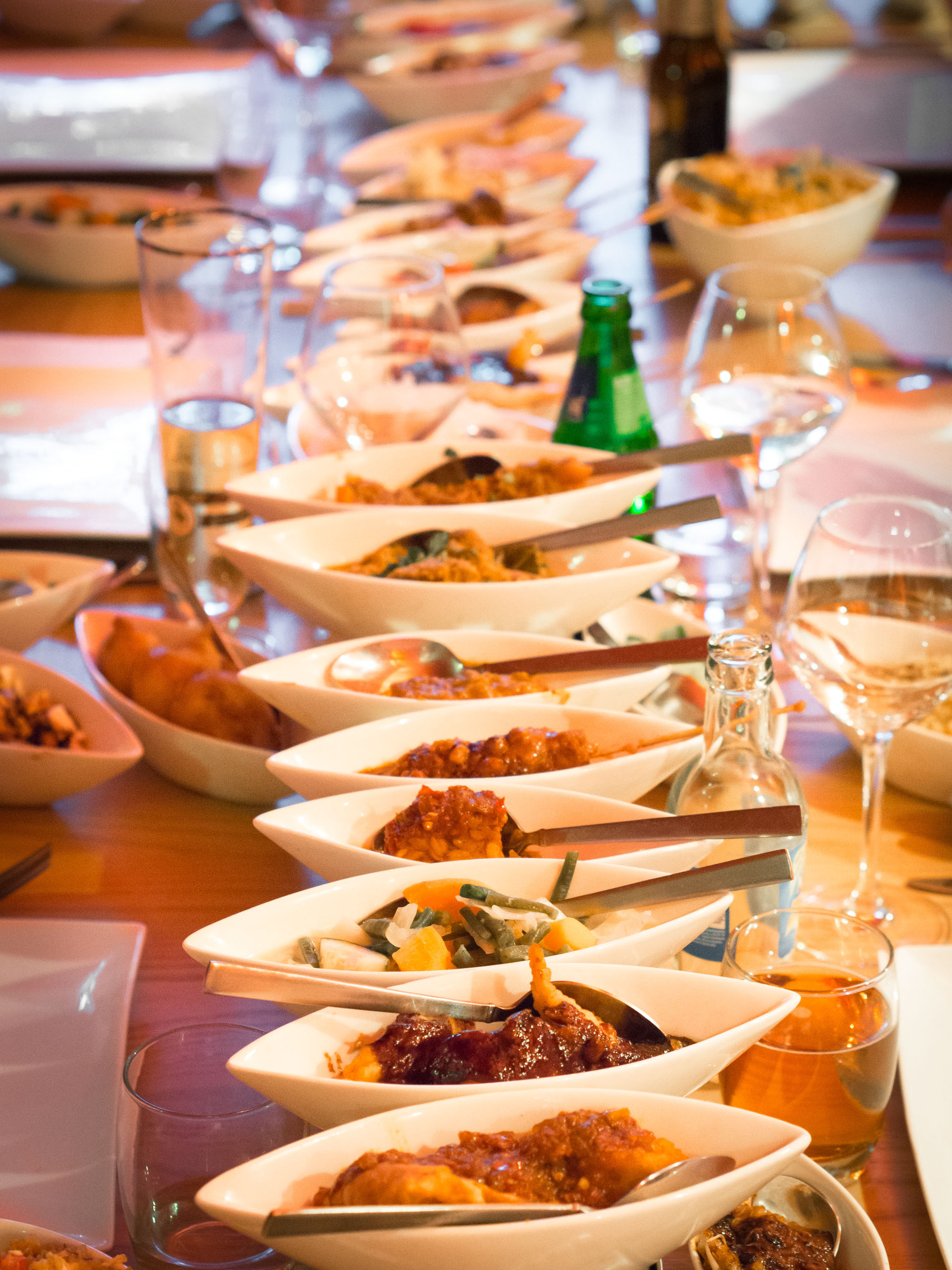
Un rijsttafel

### Cucina
La cucina tradizionale è basata su un piatto unico di proporzioni abbondanti, in genere composto da carne, verdure e patate. Un cibo tradizionalmente olandese è l'aringa cruda, che ad Amsterdam viene servita con cipolle tritate. Il passato coloniale dei Paesi Bassi ha influito sul gusto degli abitanti di Amsterdam: in particolare sono molto apprezzati i piatti di carne del Suriname e il rijsttafel (riso bianco con contorni di verdure e di carne) dell'Indonesia.
Ad Amsterdam si possono trovare le tradizioni culinarie di tutto il mondo. Tra la stazione centrale e Nieuwmarkt si trova la Zeedijk, una via con una piccola Chinatown, che è ricca di ristoranti della più svariata provenienza, indonesiana e cinese in particolare, ma sono presenti anche quelli portoghesi e messicani. I kebab turchi e gli shoarma arabi sono ovunque, come anche i ristoranti che cucinano pietanze nel wok sul momento, servite nei tradizionali contenitori di carta con bacchette per consumare il pasto in strada.
Nei dintorni della Leidseplein sono presenti, inoltre, parecchi ristoranti italiani, argentini e greci. Negozi che vendono enormi panini ed ogni sorta di dolciumi sono sparsi per tutto il centro.

### Eventi
Aprile
- 420: festival della cannabis;

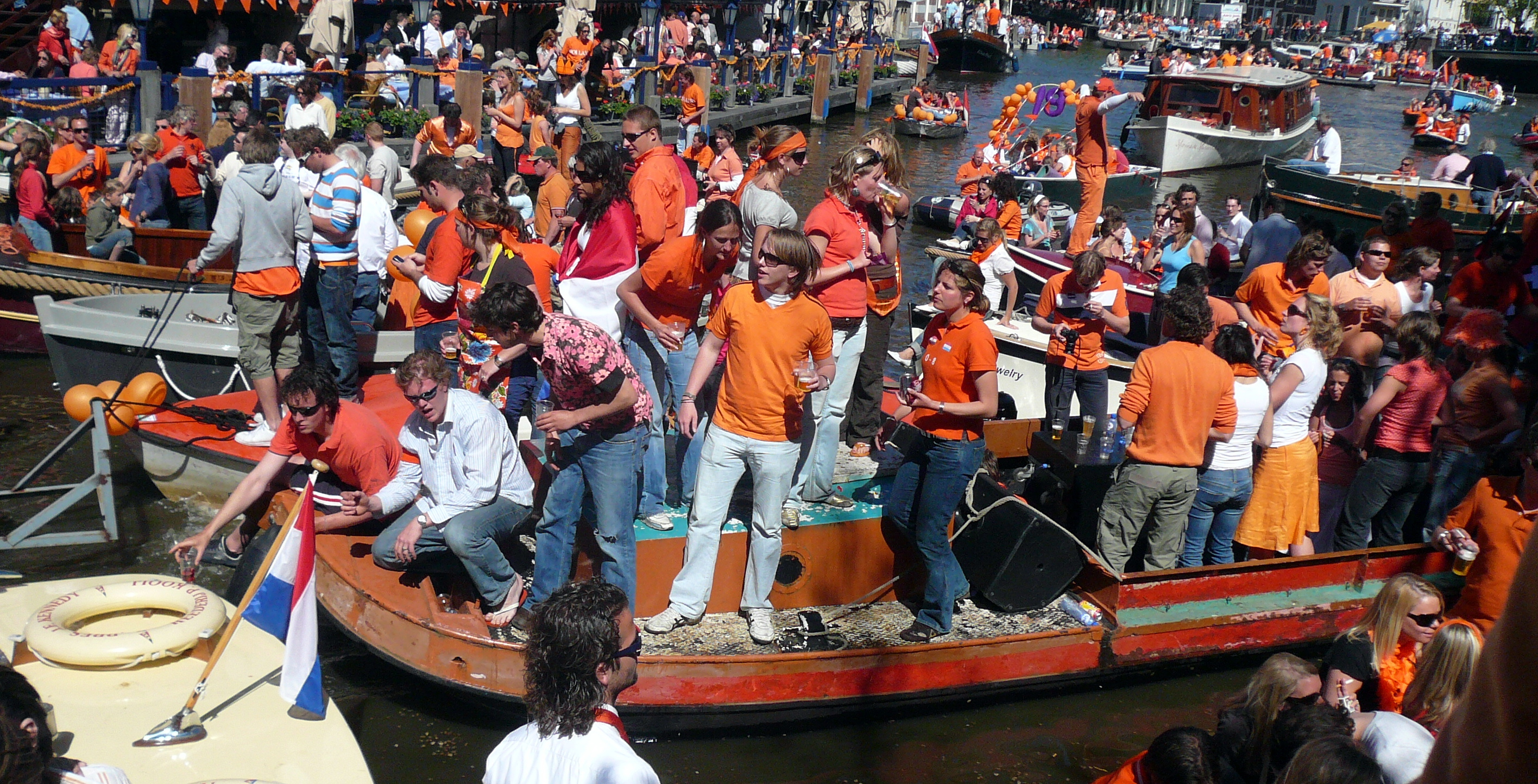
Il giorno del Re

- Koningsdag: il giorno del Re, festeggiato il 27 aprile di ogni anno. Le vie si animavano in una festa ed ospitano il vrijmarkt, il mercatino libero in cui ognuno vende le proprie vecchie cose.

Maggio 
- Giorno della Memoria e Giorno della Liberazione: nel Giorno della memoria per i caduti della seconda guerra mondiale (4 maggio) viene tenuta una cerimonia commemorativa in Piazza Dam, mentre nel Giorno della Liberazione (5 maggio) si svolgono concerti e manifestazioni gratuite di artisti di varie nazionalità.

Giugno 
- The Amsterdam Roots Festival: festival di musica internazionale tenuto l'ultima settimana del mese;
- Holland Festival: un festival internazionale di teatro, musica, danza, opera, multimedia, cinema e arti visive che si svolge annualmente.

Luglio 
- Dal 2010 è in programma la notte bianca di Amsterdam.

Agosto
- Amsterdam Pride: tenuto ogni anno nel mese di agosto, cioè la settimana del gay pride.[28][29]
- Hartjesdag: tenuto il terzo fine settimana di agosto.
- Uitmarkt: è un'anticipazione del programma musicale e culturale della città, durante la quale si svolgono molti spettacoli gratuiti e musica dal vivo.
- Sail Amsterdam: mostra quinquennale di velieri e barche.

Ottobre 
- Festa della Birra Bock: tenuta nel palazzo dell'ex-Borsa di Amsterdam.
- Amsterdam Dance Event: una conferenza internazionale sulla musica elettronica e dance.

Novembre 
- Festival Shadow of Documentary Film
- International Documentary Film Festival Amsterdam (IDFA): il più grande festival di documentari al mondo;
- Museumnacht: nella Notte dei Musei i musei rimangono aperti fino alle due di notte. Per l'occasione ogni museo presenta un evento speciale, concerti di musica classica, performance e proiezioni multimediali. Questo evento si svolge il primo sabato del mese di novembre.
- Cannabis Cup: concorso in cui si premiano le migliori varietà al mondo di derivati della cannabis, tenuto nella terza settimana di novembre.

### Vita notturna
Amsterdam ha un'intensa vita notturna, con numerose feste private che si aggiungono ai club ed ai locali pubblici. Secondo alcuni, compete con Rotterdam per il titolo di "città più hip", cioè alla moda, ma ha comunque un suo fascino unico.
Ci sono anche dei Canal Bus chiamati Pizza Cruise e Jazz Cruise a pagamento che effettuano giri lungo l'Amstel.

## Geografia antropica

### Suddivisioni amministrative
Dal 1º maggio 2010 la città è divisa in sette distretti (in olandese: stadsdelen):
- Stadsdeel Noord (87 000 abitanti in 67 km²)
- Stadsdeel Centrum (81 000 abitanti in 8 km²)
- Stadsdeel Zuidoost (80 000 abitanti in 22 km²)
- Stadsdeel Nieuw-West (133 000 abitanti in 32 km²)
- Stadsdeel West (130 000 abitanti in 10 km²)
- Stadsdeel Zuid (132 000 abitanti in 17 km²)
- Stadsdeel Oost (112 000 abitanti in 31 km²)

Esisterebbe anche un ottavo distretto, Stadsdeel Westpoort, ma da molti non è considerato un vero e proprio distretto poiché zona industriale e pressoché disabitato.

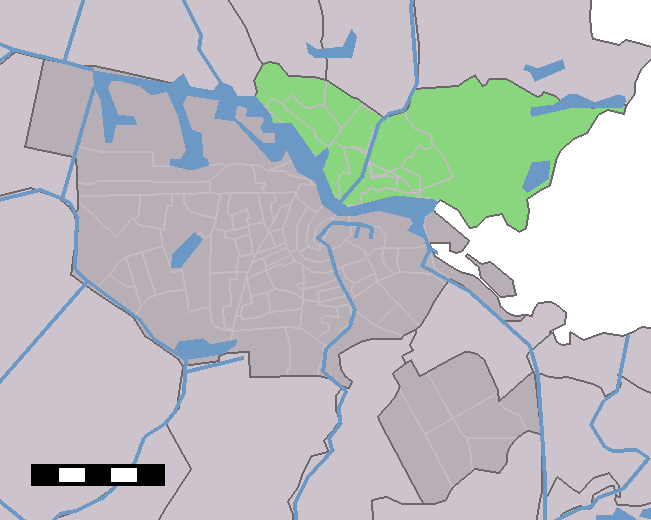
Stadsdeel Noord
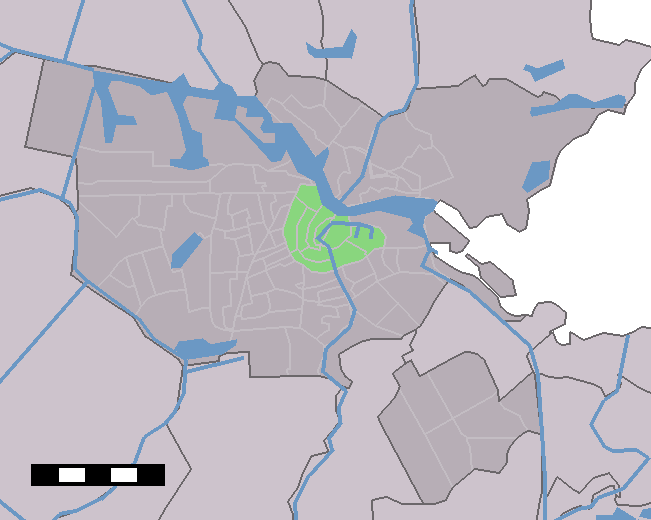
Stadsdeel Centrum
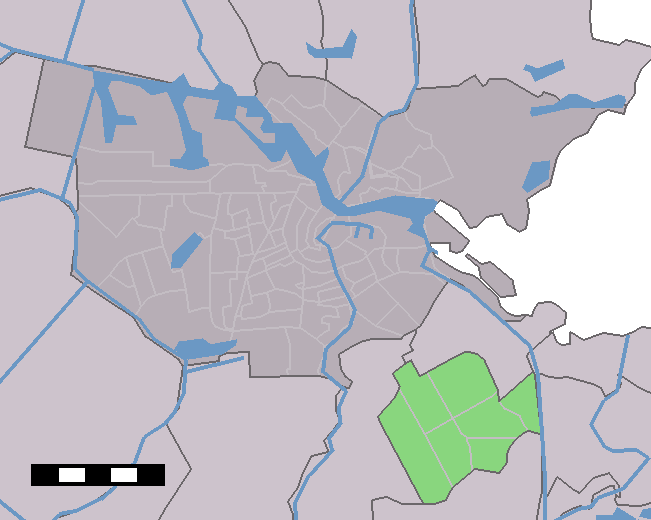
Stadsdeel Zuidoost
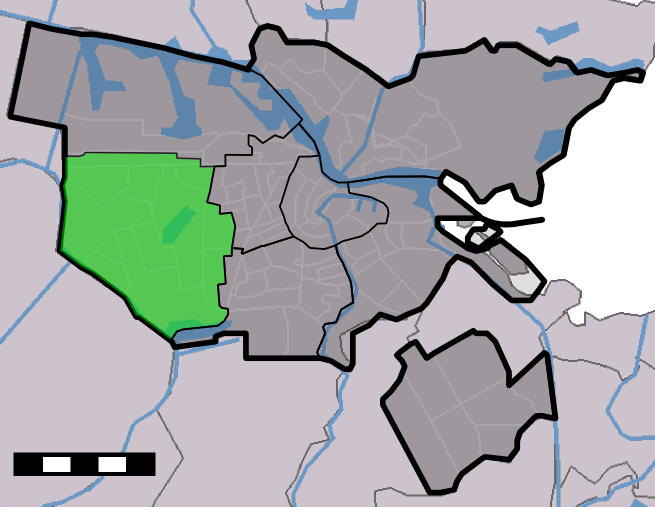
Stadsdeel Nieuw-West
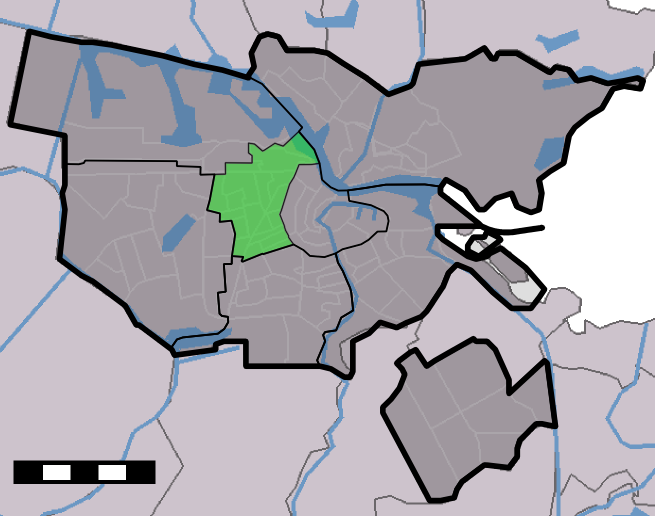
Stadsdeel West
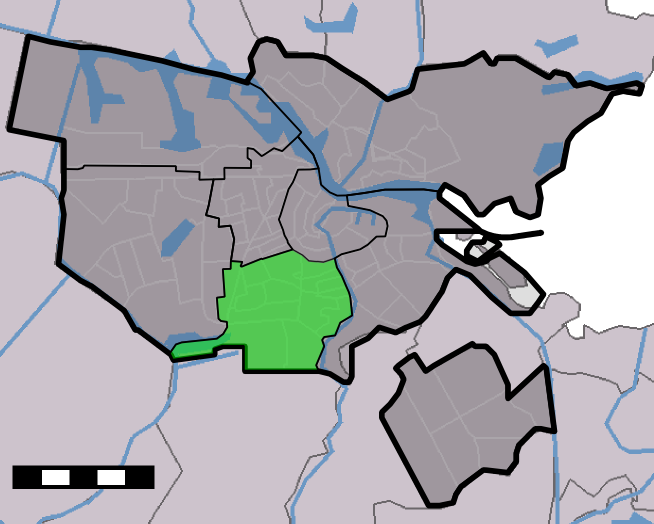
Stadsdeel Zuid
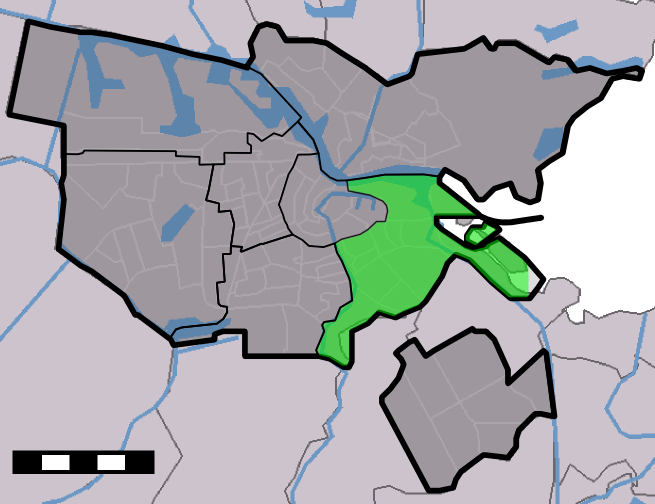
Stadsdeel Oost
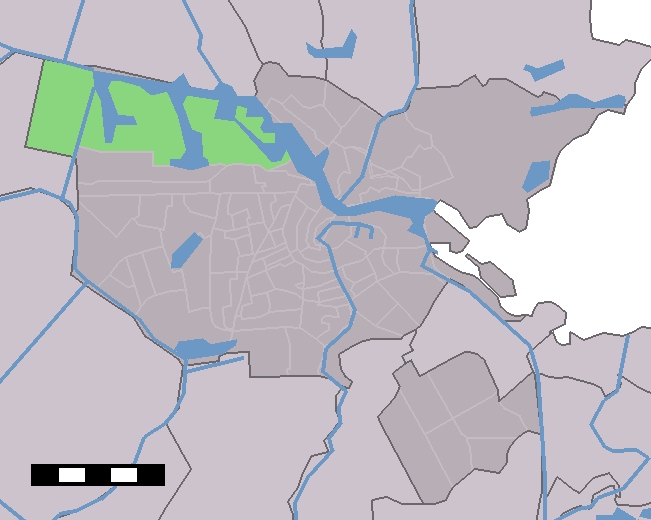
Stadsdeel Westpoort

## Economia

### Industria
La Heineken, il terzo produttore di birra del mondo, ha la sua sede principale ad Amsterdam, a tale gruppo appartengono più di 130 stabilimenti in più di 65 paesi in cui lavorano oltre 57 000 persone che producono circa 165 milioni di ettolitri, divisi in 170 marchi di birre, fu fondata nel 1863 quando Gerard Adriaan Heineken acquisì una piccola birreria ad Amsterdam.
Dal 2014 la sede legale della Fiat Chrysler Automobiles, azienda italo-statunitense di diritto olandese, e settimo gruppo automobilistico mondiale proprietario dei marchi FIAT, Alfa Romeo, Maserati, Lancia, Fiat Professional, Abarth, Jeep, Chrysler, Dodge, Ram Trucks, Mopar, SRT e Ferrari, si trova ad Amsterdam.

### Storia degli slogan di Amsterdam
L'amministrazione comunale nel 2004, per promuovere l'immagine di Amsterdam nel mondo, ha scelto uno slogan per la città, "I AMsterdam" ("Io sono Amsterdam"), che ha sostituito il precedente slogan "Amsterdam heeft het" ("Amsterdam ce l'ha").

## Infrastrutture e trasporti

### Mobilità urbana
Amsterdam possiede diversi sistemi di trasporto pubblico cittadini, gestiti dalla Gemeentelijk Vervoer Bedrijf (GVB):

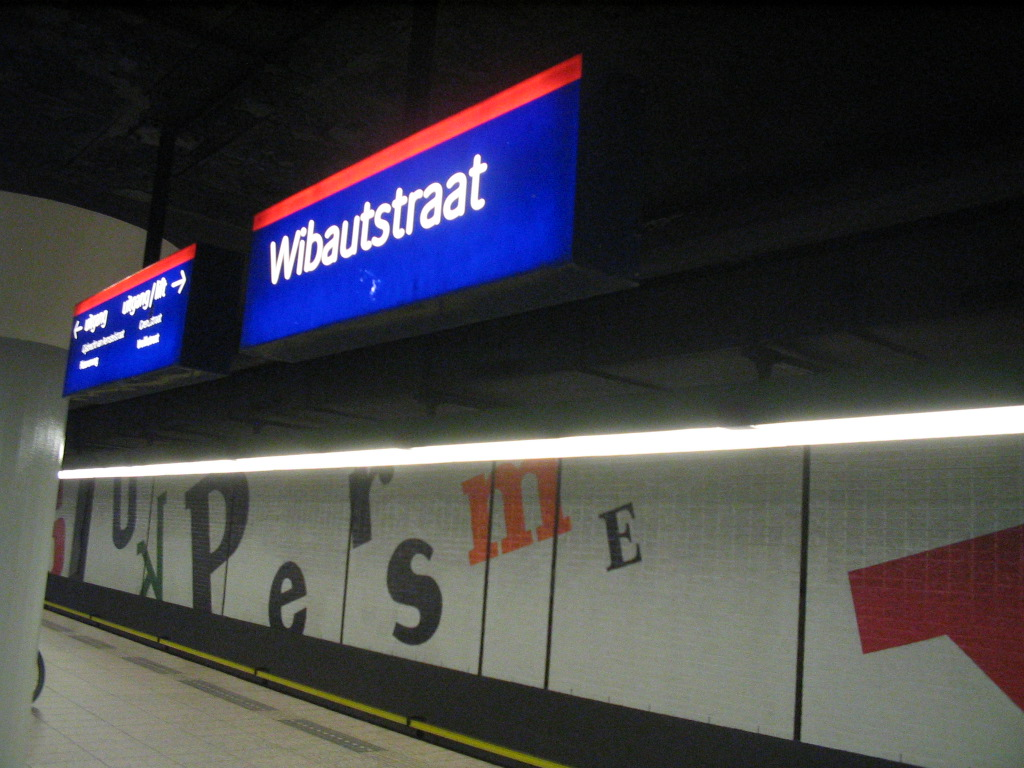
Stazione "Wibautstraat" della metropolitana.

- cinque linee di metropolitana, parzialmente in superficie, senza passaggi a livello;
- una linea di metropolitana leggera (sneltram) per la vicina città di Amstelveen, parzialmente sul sedime della metropolitana e parzialmente su un tracciato autonomo, ma con alcuni passaggi a livello;
- 16 linee di tram, parzialmente su corsie preferenziali o riservate;
- diverse linee di autobus, urbane e regionali, parzialmente su corsie preferenziali o riservate;
- diverse linee di traghetti attraverso l'IJ, uno di essi opera 24 ore al giorno ed è gratuito per pedoni e biciclette;
- linee di vaporetto fanno servizio passeggeri lungo i canali cittadini.

Biciclette e tram ad Amsterdam

Il trasporto ferroviario è gestito dalle NS (Nederlandse Spoorwegen). Nella città di Amsterdam ci sono 10 stazioni ferroviarie con collegamenti ferroviari nazionali ed internazionali, tra cui un servizio di navetta verso l'aeroporto internazionale di Schiphol. Negli orari notturni ci sono treni a cadenza oraria per l'aeroporto, per Leida, per l'Aia, per Delft, per Rotterdam e per Utrecht.
Oltre al trasporto pubblico, ad Amsterdam è estremamente diffuso l'uso della bicicletta. L'uso dell'auto nel centro cittadino non è ovunque vietato, ma presenta i consueti svantaggi del traffico e della difficoltà di trovare parcheggio.
Una nuova linea di metropolitana orientata da nord a sud è in via di realizzazione.

### Strade
Molte strade sono corredate di piste ciclabili e rastrelliere per posteggiare la bicicletta sono distribuite ovunque in città.

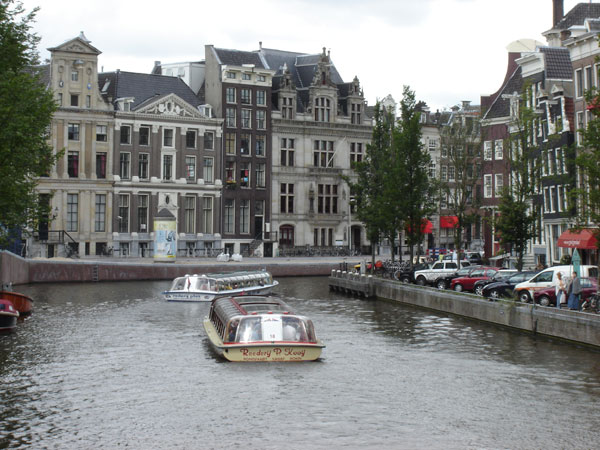
Canale che attraversa la città di Amsterdam

Benché non più comunemente usati come in passato, anche i canali che attraversano il centro cittadino rappresentano un'importante via di trasporto. Grazie a questi Amsterdam si è guadagnata l'appellativo di "Venezia del nord". Esistono diversi barconi chiamati "canal bus" che effettuano tour nei luoghi più importanti di Amsterdam situati sui canali.

### Aeroporti
L'aeroporto di Amsterdam-Schiphol, è il principale aeroporto dei Paesi Bassi e si trova a sud di Amsterdam, nel comune di Haarlemmermeer. Schiphol è uno dei più importanti aeroporti europei sia per il traffico passeggeri che quello cargo.

### Ciclabilità
Amsterdam è una delle città più vicine all'uso della bicicletta al mondo ed è un centro della cultura della bici con buone infrastrutture per i ciclisti come piste ciclabili, stalli per le bici, e diversi garage controllati (fietsenstalling).
Nel 2013, c'erano 1.200.000 bici ad Amsterdam che superano il numero di cittadini.
Il furto di bici nel 2011 era diffuso e si aggirava attorno alle 83.000 bici rubate.
Le bici sono usate da tutti i gruppi socio-economici grazie alla loro convenienza, al fatto che Amsterdam è una piccola città in pianura, ai 400 km di piste ciclabili,

## Amministrazione
La città si trova nella Randstad Holland ed è amministrata non solo dal sindaco e dal consiglio municipale centrale (Centraal [Stads]Bestuur) ma è anche divisa in sette distretti cittadini/circoscrizioni chiamati stadsdeel, che hanno i loro propri consigli (Stadsdeelraad). Tutte le decisioni locali sono prese da questi consigli circoscrizionali e solo le più importanti decisioni infrastrutturali sono delegate all'amministrazione principale.
Oltre lo stadsdeel centrale della città, chiamato Centrum, la municipalità comprende le seguenti circoscrizioni: Noord, West, Nieuw-West, Zuid, Oost e Zuidoost. Il distretto Zuidoost comprende il quartiere conosciuto come Bijlmer (vedi anche disastro di Bijlmer). Amsterdam Noord è separata dal resto della città dalla via d'acqua, il Canale del Mare del Nord. Inoltre esiste un altro stadsdeel, Westpoort, che anche se ufficialmente è uno stadsdeel, nessuno lo considera come tale poiché è pressoché disabitato.

### Gemellaggi
- Algeri
- Atene
- Beira
- Bogotà
- Brasilia
- Istanbul
- Giacarta
- Kiev
- Managua, dal 1984
- Manchester
- Montréal
- Mosca
- Nicosia
- Pechino, dal 1994[40]
- Recife, dal 2009
- Riga
- Sarajevo
- Varna
- Willemstad, dal 2009

## Sport

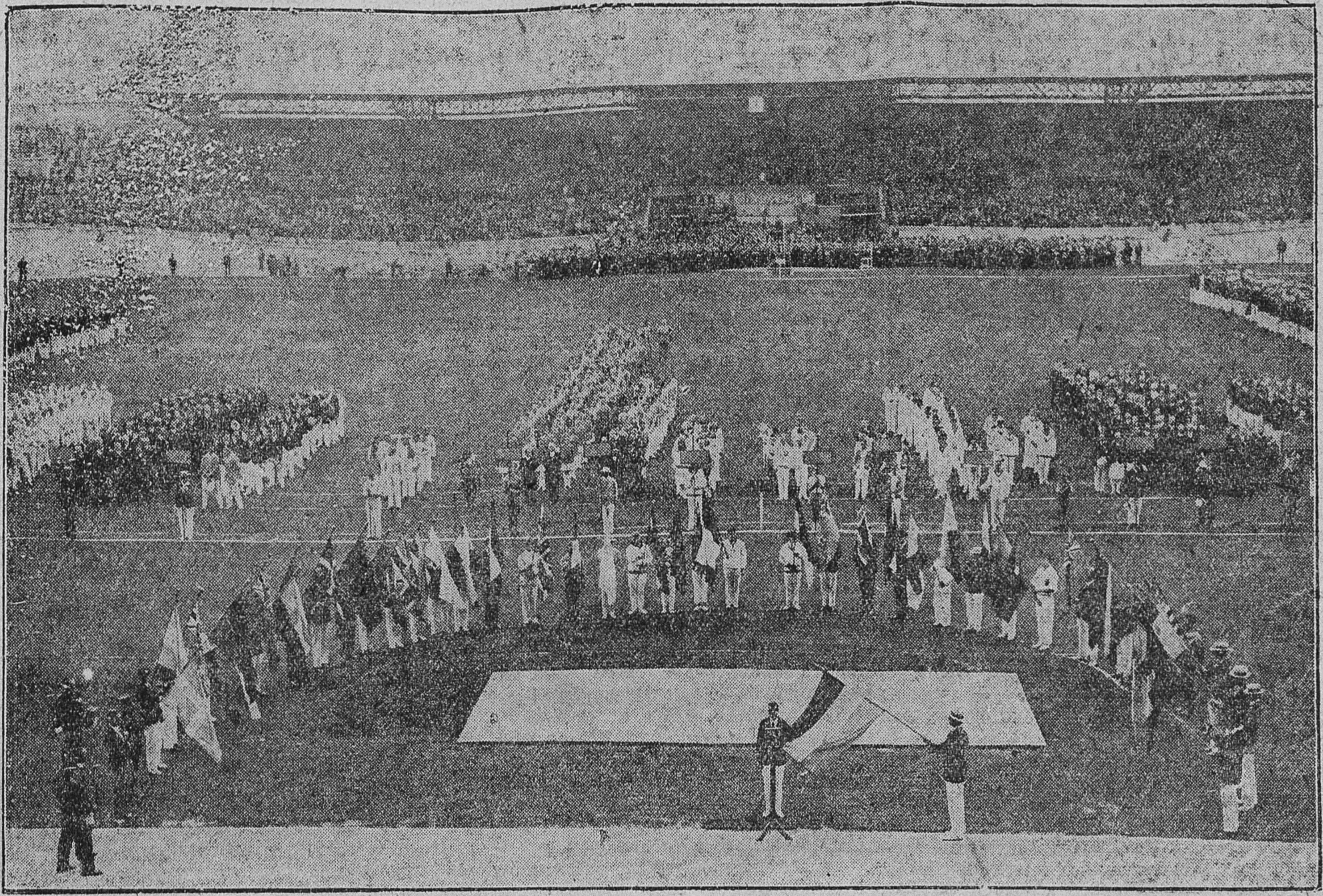
Cerimonia di apertura delle Olimpiadi del 1928

Nel 1928 Amsterdam ha ospitato i giochi della IX Olimpiade. Lo Stadio Olimpico è ancora in funzione oggi ed ospita eventi sportivi e culturali.

### Atletica leggera
La maratona di Amsterdam è una corsa podistica che si tiene ogni anno ad Amsterdam. Fondata nel 1975, è considerata una delle dieci maratone più importanti al mondo.

### Baseball
La città ha un'importante squadra di baseball gli Amsterdam Pirates, militante nel massimo campionato olandese.

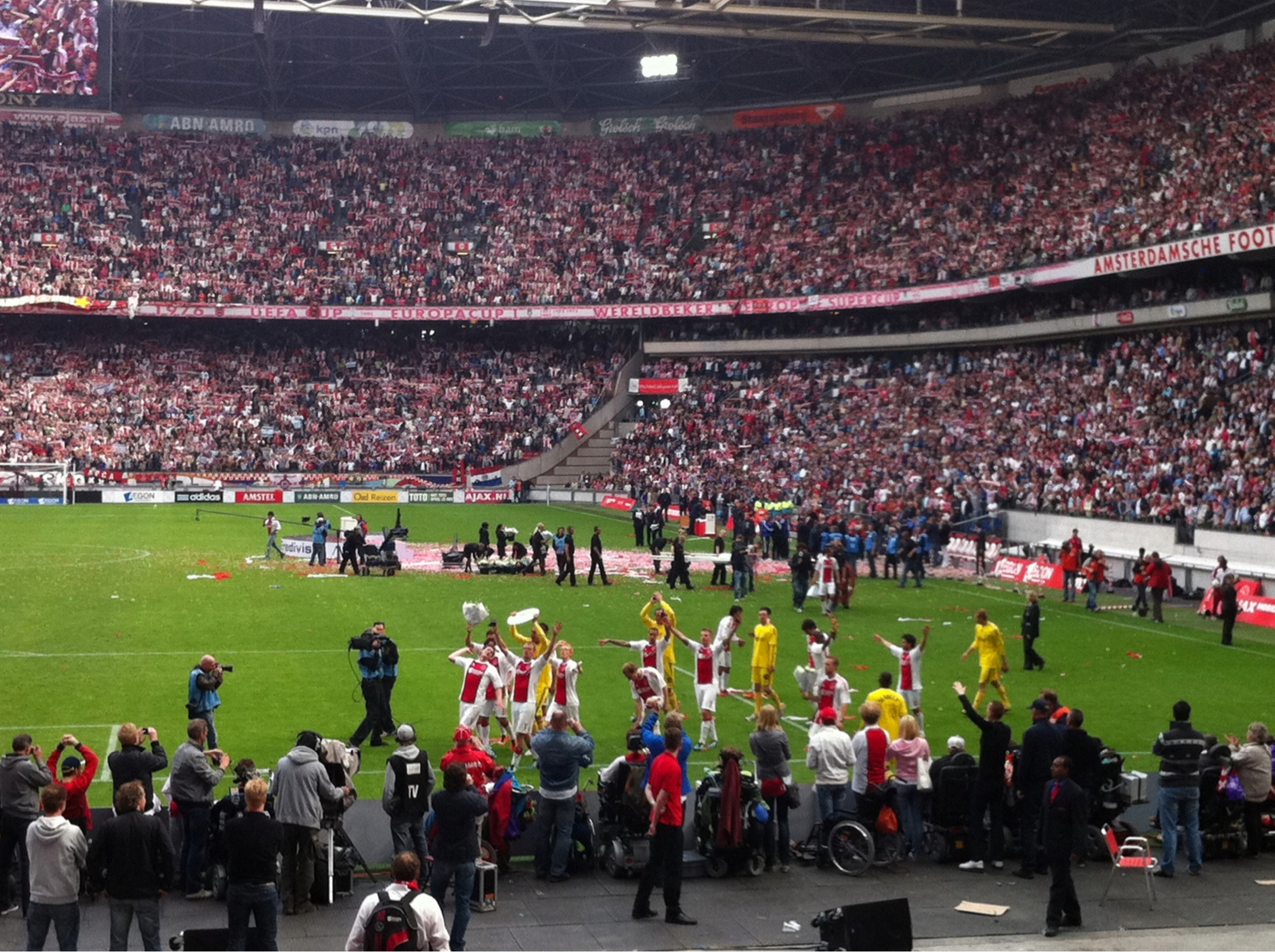
Giocatori dell'Ajax festeggiano nell'Amsterdam ArenA

### Calcio
Amsterdam è la città dell'Ajax, una squadra di calcio del campionato olandese che ha vinto quattro volte la Coppa dei Campioni (l'attuale UEFA Champions League) due volte la Coppa Intercontinentale. A metà degli anni novanta ha lasciato il vecchio Stadion De Meer per spostarsi nella Johan Cruijff Arena (impianto noto anche come Amsterdam Arena), situata nella zona sud-est della città.
Ad Amsterdam si svolgeva anche il Torneo di Amsterdam, un torneo di calcio internazionale estivo a carattere amichevole.

### Canottaggio
La Grachtenrace è una gara di canottaggio su di un percorso di 25 km, tenuta il secondo sabato del mese di ottobre.

### Ciclismo
Nel 2010 ha ospitato tappa inaugurale del Giro d'Italia di ciclismo con la cronometro individuale che è stata vinta dell'inglese Bradley Wiggins. Inoltre ha ospitato la partenza della seconda e della terza tappa terminate poi rispettivamente a Utrecht e Middelburg.

### Football americano
La città ha una squadra di football americano, gli Amsterdam Crusaders (in passato sono esistiti anche gli Amsterdam Admirals che militavano in NFL Europa)

### Hockey su prato
La città ha una squadra di hockey su prato, l'Hockey Club Amsterdam.